# Gendarmerie mobile
Pour un article plus général, voir Unité de force mobile.
La gendarmerie mobile est une subdivision d'arme de la Gendarmerie nationale française spécialisée dans le maintien ou le rétablissement de l'ordre. Dans ses missions quotidiennes, elle participe à la sécurité publique générale aux côtés de la gendarmerie départementale. Elle effectue également des missions militaires, tant dans le territoire national qu'en opérations extérieures (OPEX) des forces armées françaises.
Comme son nom l’indique, elle est constituée d’unités mobiles capables d’intervenir dans l’ensemble du territoire français (métropolitain et outre-mer) ou en opérations extérieures. Le statut militaire de ses personnels facilite leur emploi dans un large éventail de situations, allant de la paix civile aux opérations extérieures.
Sa création en 1921 répond à la prise de conscience de la nécessité de disposer au sein de la Gendarmerie d’une force spécialisée dans le maintien de l'ordre, pour compléter l’action de la police et surtout pour éviter l’emploi de l’armée, avec tous les risques que celui-ci comporte (fraternisation ou, à l'opposé, usage de violence excessive).
Au cours de la Seconde Guerre mondiale, la Police nationale se dote également d’unités mobiles : les groupes mobiles de réserve (GMR) auxquels succèdent en 1944 les Compagnies républicaines de sécurité ou CRS, unités avec lesquelles les forces de gendarmerie mobile sont souvent confondues. Les compagnies de CRS et les escadrons de gendarmerie mobile sont désignés par l'appellation commune d'Unité de force mobile.
Au sein de la Gendarmerie, la gendarmerie mobile est surnommée « la jaune » en raison de la couleur dorée de ses galons (historiquement, couleur des armes à pied). Les médias, ou plus rarement le grand public, utilisent parfois les termes de « gardes mobiles » pour qualifier les gendarmes mobiles.
C'était, en France, l'un des seuls métiers, avec celui de légionnaire, encore récemment interdit aux femmes, car seuls les emplois d'officiers leur étaient ouverts. L'intégration des sous-officiers féminins, qui a débuté en 2015 sous forme d'expérimentation, a été confirmée en juin 2016.

## Historique

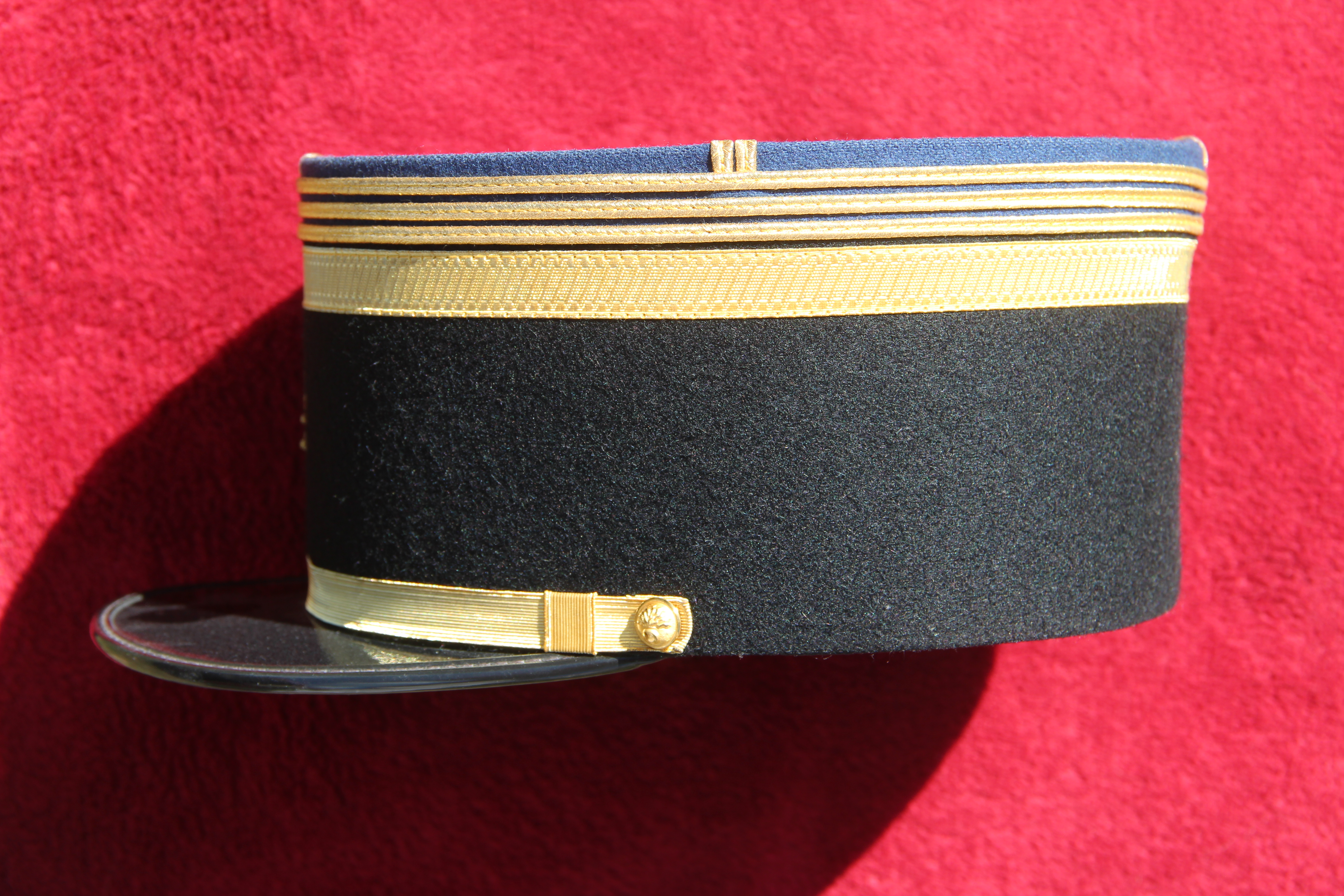
Képi de capitaine de la gendarmerie mobile.

Le terme « mobile » a été utilisé à de nombreuses reprises au cours des XVIIIe siècle et XIXe siècle pour qualifier des unités éphémères de gendarmerie : colonnes mobiles, bataillons mobiles. Ces unités étaient dissoutes après les résolutions des crises qui avaient justifié leurs créations.
En France, jusqu'au début des années 1920, seules les grandes métropoles — et notamment Paris — disposent de forces de police suffisamment nombreuses et entraînées pour intervenir efficacement lors des manifestations. Quant à la Gendarmerie, elle mobilise en cas de besoin des pelotons de « troupes supplétives » . Ces pelotons sont constitués de gendarmes prélevés dans les brigades à raison d'un ou deux hommes par brigade. Ils ne sont donc ni formés pour le maintien de l'ordre ni encadrés par leurs chefs habituels. De plus, leurs absences — souvent prolongées — désorganisent le service. Le recours à l'armée en renfort de la police ou de la gendarmerie reste donc fréquent pour contenir ou pour réprimer les mouvements sociaux, avec des conséquences parfois désastreuses : fraternisation entre les manifestants et les conscrits ou, au contraire, usage excessif de la violence allant jusqu'à l'ouverture inopportune du feu. Le besoin d'une force spécialisée dans le maintien de l'ordre ne fait toutefois pas l'unanimité car il nécessite d'être financé. De plus, certains responsables politiques redoutent la création d'une nouvelle « garde prétorienne ».
En 1921 sont créés les premiers pelotons mobiles de gendarmerie au sein de la gendarmerie départementale. Leur mission principale est le maintien de l'ordre mais ils assurent également des missions de formation, de renfort de la gendarmerie départementale ainsi que des missions militaires.

Cavaliers de la GRM et émeutiers — Place de la Concorde — Le 7 février 1934

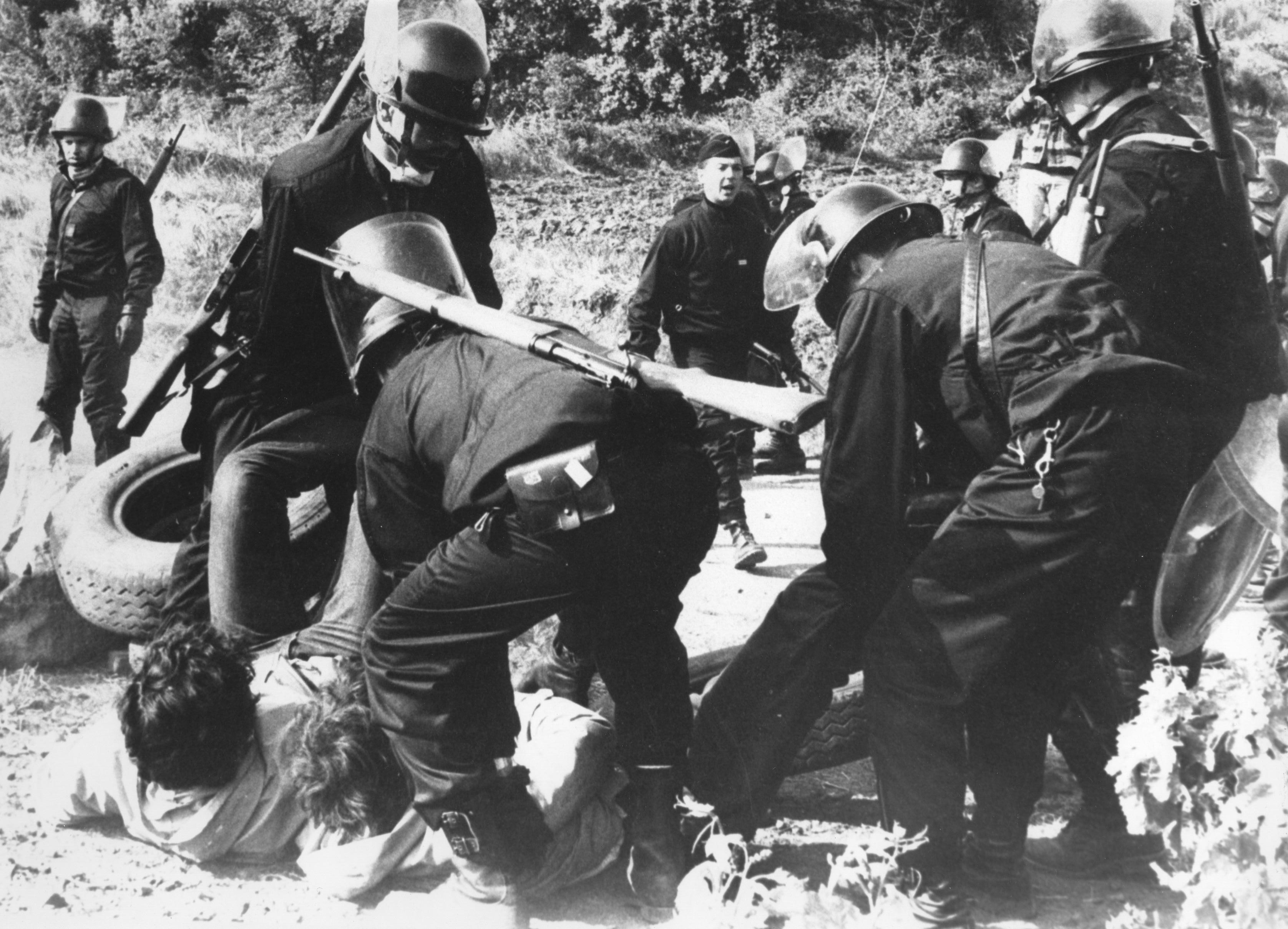
Gendarmes mobiles lors d'une manifestation — années 1970

En 1926, les pelotons mobiles prennent l'appellation de Garde républicaine mobile (GRM). La GRM devient une subdivision de la gendarmerie nationale en 1927. Organisée en compagnies, en groupes et en légions, elle monte progressivement en puissance pour atteindre un effectif de 21 000 hommes en 1939.
Seule force spécialisée dans le maintien de l’ordre durant la période de l’avant-guerre, la garde républicaine mobile en développe et en perfectionne les principes fondamentaux : canaliser les foules, retarder l’usage de la violence, toujours laisser une porte de sortie aux manifestants. Les gardes sont formés par de nombreuses présentations et conférences aux thèmes de la psychologie des foules, de la légitime défense et de la maîtrise de soi.
Lors de la mobilisation de 1939, un tiers de ses officiers et des 6 000 gardes et gradés est intégré dans l'Armée de terre. Certaines de ses formations — telles que le 45e bataillon de chars de combat de la gendarmerie — se battent en première ligne en unités constituées.
Les autorités allemandes exigent la dissolution de la GRM après l'armistice de 1940. Elle est partiellement remplacée en zone sud dite libre par la Garde, une nouvelle organisation, séparée de la gendarmerie et placée sous l'autorité de la Direction de la Cavalerie, du Train et de la Garde dans l'armée d'armistice. Après l'invasion de la zone libre en novembre 1942, l'armée d'armistice est dissoute et la garde passe sous la responsabilité du ministère de l'intérieur.
Réunie à la gendarmerie en 1944, elle prend l'appellation de garde républicaine jusqu'au décret du 20 septembre 1954, qui change son nom en : gendarmerie mobile.
Son activité principale redevient le maintien de l'ordre. Elle participe également aux conflits d'Indochine et d'Algérie. Après la fin de la guerre d'Algérie, elle reçoit davantage de missions d'assistance à la gendarmerie départementale ainsi que des missions de défense opérationnelle du territoire (DOT).
Les leçons des événements de mai 68 et des crises de la fin du XXe siècle la conduisent à faire évoluer ses tactiques et à moderniser considérablement ses équipements. En 1969, est créé à Saint-Astier le Centre de perfectionnement de la gendarmerie mobile (CPGM), redésigné par la suite, Centre national d'entraînement des forces de gendarmerie (CNEFG).
Au cours des années 1970 sont formées en son sein des unités spécialisées : (escadron parachutiste à Mont-de-Marsan en 1971 et équipe commando régionale d'intervention (ECRI) à Maisons-Alfort en 1973) qui donnent naissance au Groupe d'intervention de la gendarmerie nationale (GIGN). À partir de 2004, sont formées des unités d'intervention interrégionales : les antennes du GIGN (AGIGN) qui ont été entièrement intégrées au GIGN en 2021.
Force de réserve gouvernementale, déployée en permanence outre-mer et régulièrement engagée dans les crises et conflits aux côtés de l'Armée de terre, son cœur de métier reste le maintien de l'ordre même si la loi d'orientation et de programmation pour la sécurité intérieure (LOPSI) du 29 août 2002 renforce encore son rôle et ses missions de sécurité générale.
En 2009, la gendarmerie est rattachée au ministère de l'intérieur tout en conservant son statut militaire, des liens particuliers avec le ministère de la défense et certaines missions à caractère militaire.
Jusqu'en 2015, il existait des unités de réserve de gendarmerie mobile (escadrons dérivés ou EDGM puis escadrons de réserve ou ERGM). Ces unités ont été dissoutes lors de la fusion des réserves de la gendarmerie départementale, de la gendarmerie mobile et de la garde républicaine, les réservistes étant réaffectés au sein de compagnies de réserve territoriale (CRT).

## Missions et emploi

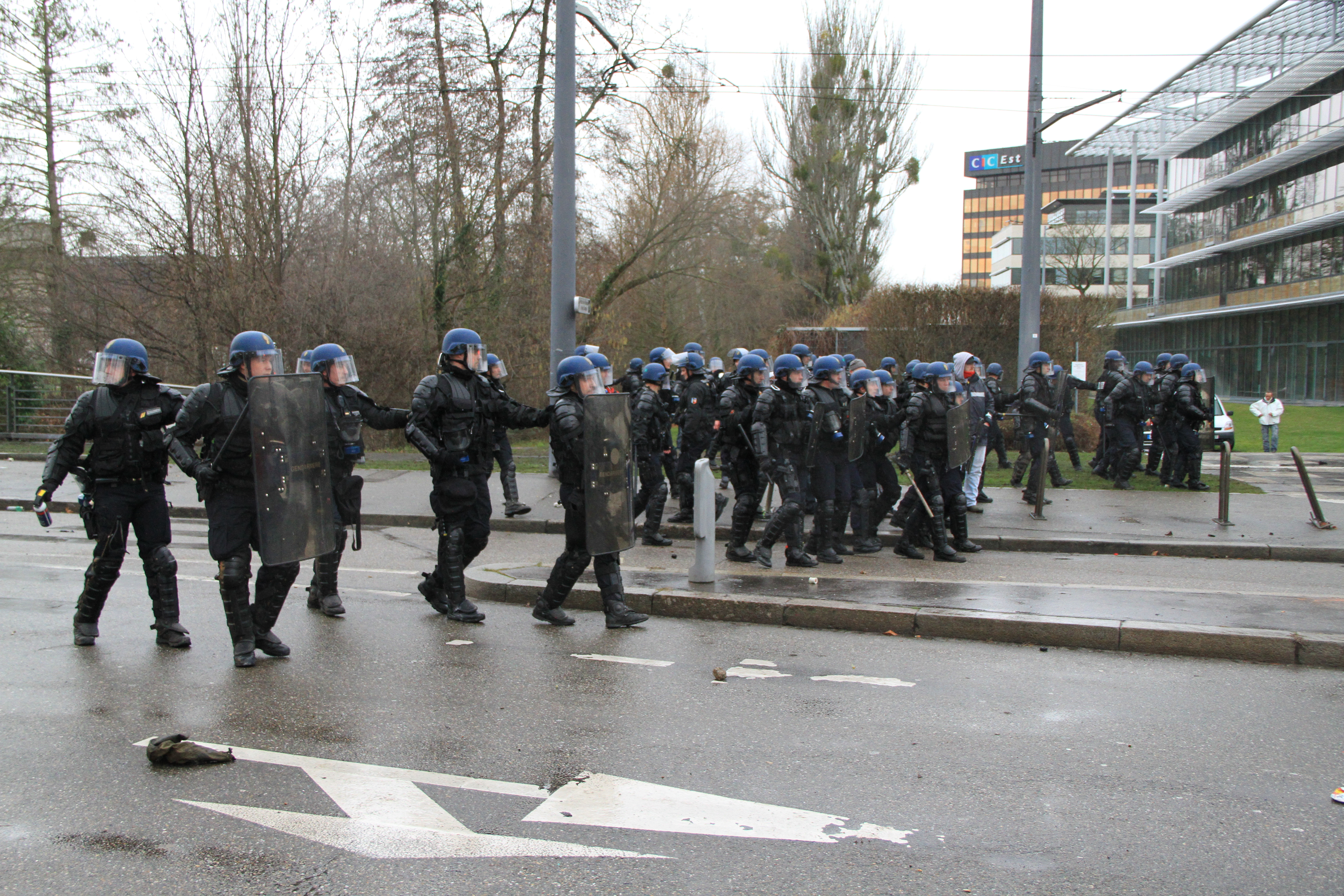
Strasbourg 6 février 2013 manifestation de sidérurgistes d’ArcelorMittal. Mise en place d'un barrage.

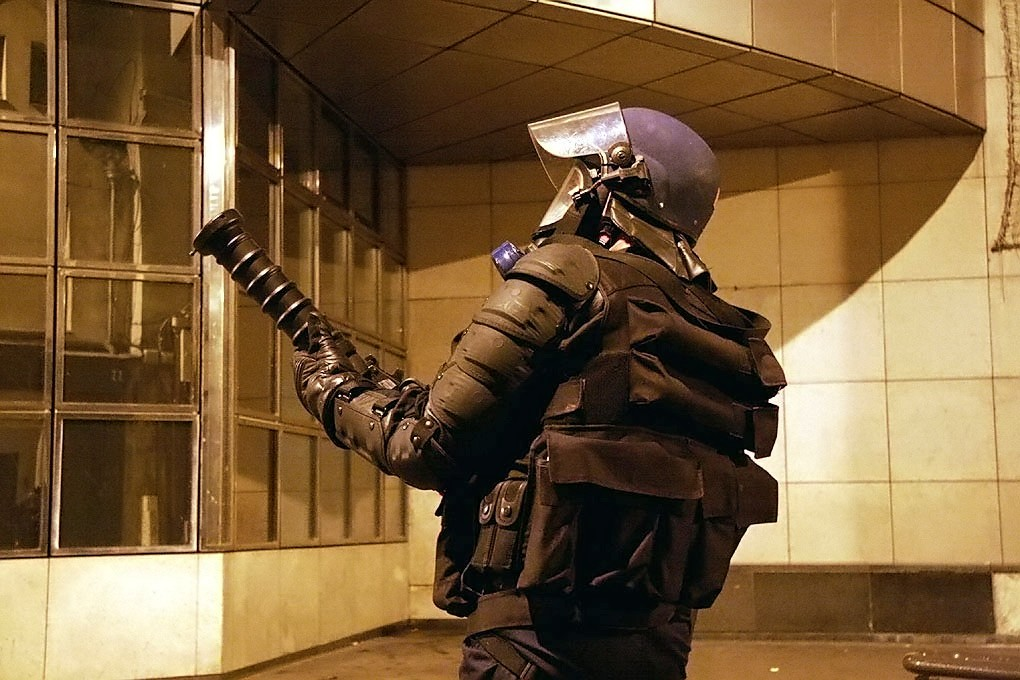
Gendarme mobile envoyant des grenades lacrymogènes à l'aide d'un lanceur « cougar ».

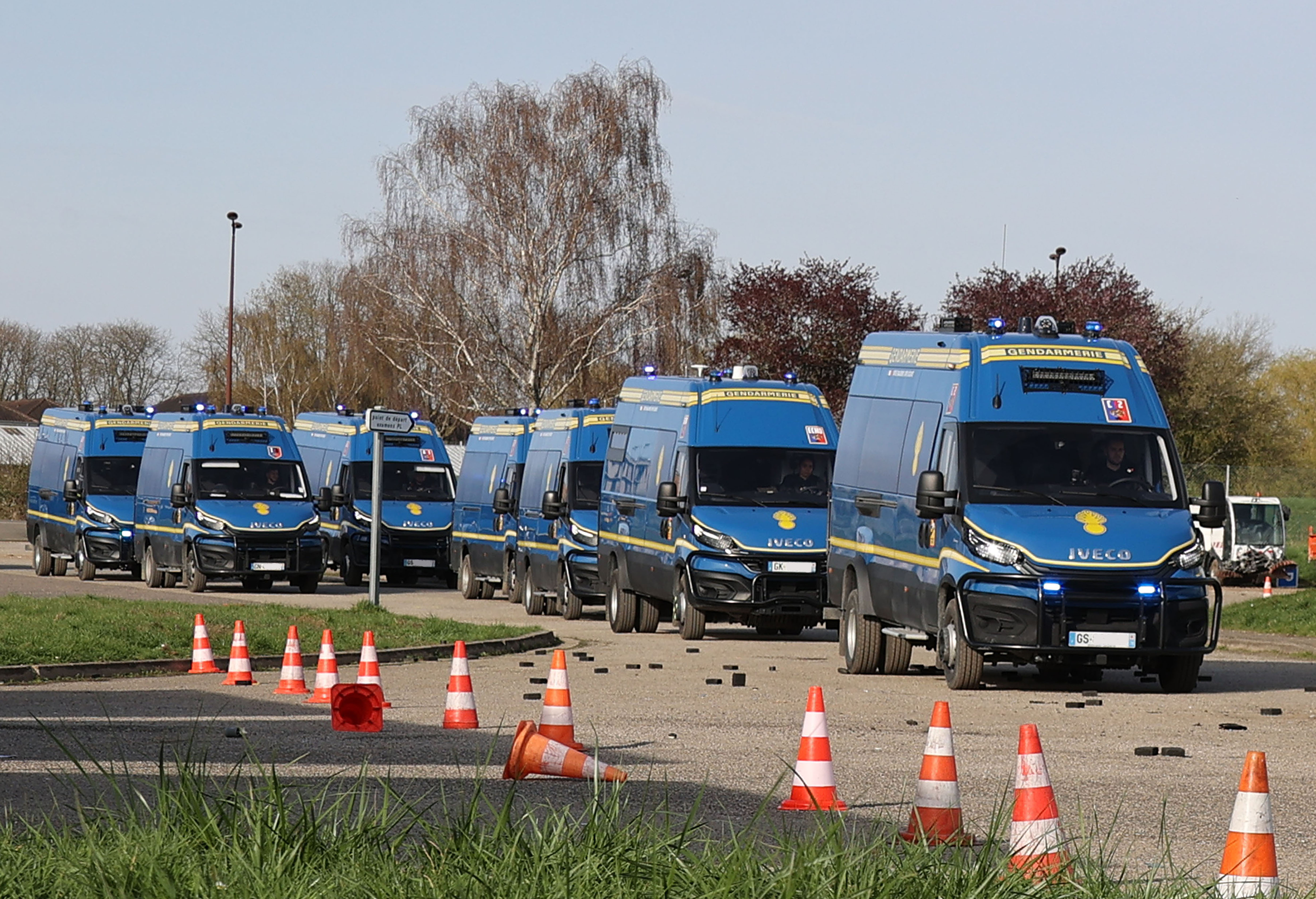
Escadron de gendarmerie mobile - mars 2024.

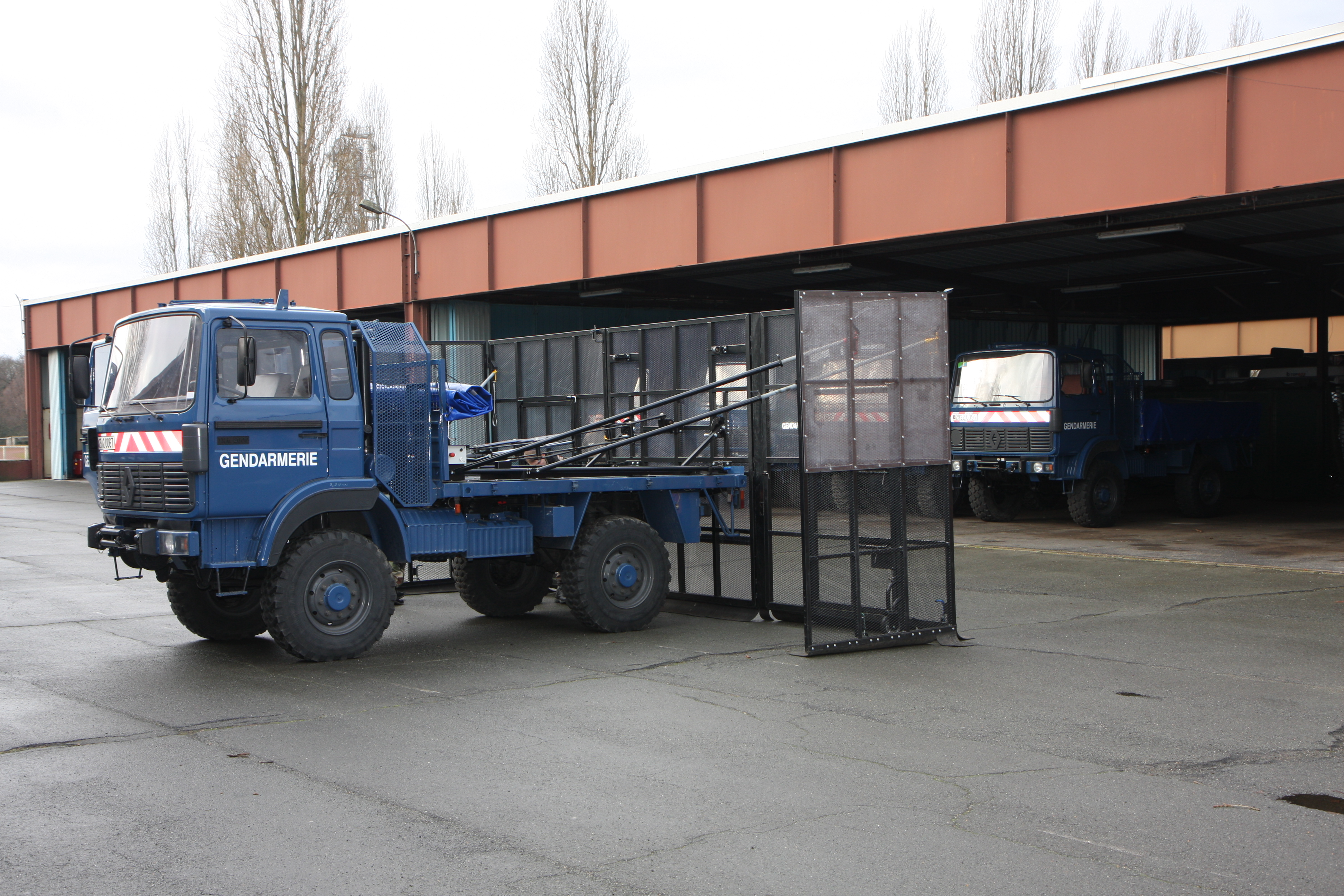
Système de barrage mobile DRAP.

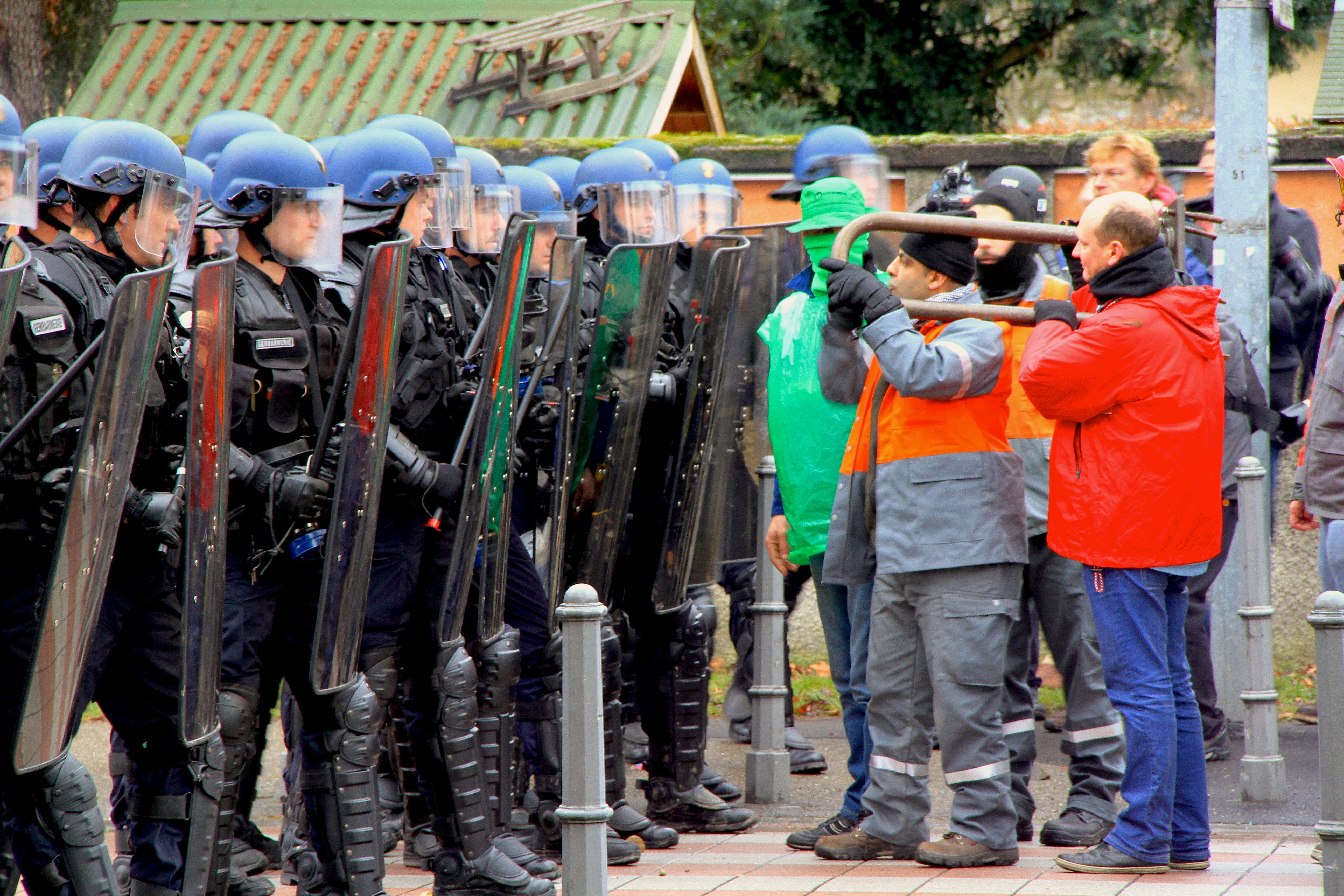
Strasbourg 6 février 2013 manifestation de sidérurgistes d’ArcelorMittal.

### Missions
Le maintien de l'ordre est la raison d'être de la gendarmerie mobile mais il ne constitue qu'une partie de son activité.
La gendarmerie mobile intervient également au profit de la gendarmerie départementale et des formations spécialisées en fournissant des renforts :
- ponctuels lors d'événements demandant des effectifs nombreux (services d'ordre, recherches et battues, etc.) ou spécialisés (pelotons d'intervention) ;
- saisonniers dans des territoires qui connaissent un accroissement temporaire de population à l'époque des vacances ;
- permanents (par roulement de ses unités) dans certaines régions : en région parisienne, dans certaines zones sensibles ou dans les DOM-COM.

Elle effectue également des missions à caractère militaire : escortes et missions de protection dans le territoire national, missions de rétablissement de l'ordre et de retour à la paix en opérations extérieures, aux côtés des autres forces armées françaises.
Toutes missions confondues, les personnels de la gendarmerie mobile effectuent en moyenne 215 à 220 jours de déplacements par an. Lors des déplacements, les gendarmes mobiles, (comme les CRS de la Police nationale) perçoivent une indemnité quotidienne : l'IJAT (indemnité journalière d'absence temporaire).

### Emploi
La loi d'orientation et de programmation pour la sécurité intérieure (LOPSI) du 29 août 2002 sur l'emploi des forces mobiles a fait évoluer la doctrine d'emploi vers la déconcentration en conciliant les exigences de sécurité générale avec celles du maintien de l'ordre, le préfet de zone de défense étant l'autorité d'emploi des unités disponibles implantées dans son ressort. Le manque d'effectifs disponibles et l'augmentation de la demande ont conduit à la re-centralisation partielle de cette gestion.
La priorité d'emploi des unités — et donc l'identification de celles qui restent disponibles au niveau zonal — est décidée au niveau national dès lors qu'un événement — prévu ou imprévu — nécessite l'emploi de forces mobiles.
L'unité de coordination des forces mobiles (UCFM), placée sous la double autorité des directeurs généraux de la police et de la gendarmerie nationales, est chargée de déterminer les unités — EGM ou CRS — à engager dans des missions nationales et de décider de l’octroi de renforts aux préfets de zone pour des opérations requérant un volume de forces supérieur à leurs ressources. Initialement de taille modeste lors de sa création en 2002, l’UCFM, a été renforcée dans son organisation et son fonctionnement en 2015 et en 2016. Son effectif a doublé et ses règles de fonctionnement ont été clarifiées. Elle a par ailleurs été dotée d’une application informatique de suivi en temps réel de la position des forces.
L'emploi de la gendarmerie mobile est donc réparti entre missions zonales et missions nationales.

### Missions zonales
Les missions zonales sont les suivantes :
- maintien de l'ordre public ;
- sécurité générale (lutte contre la délinquance, secours, recherches…) ;
- missions permanentes de la zone ;
- formation décentralisée.

Pour la zone de défense de Paris, le préfet de zone bénéficie d'un renfort permanent provenant des autres zones de défense.
Par ailleurs, certaines unités basées en région parisienne effectuent des missions de sécurité et de soutien au profit des organismes centraux de la gendarmerie ou de certains organismes nationaux.

### Missions nationales
La direction générale de la Gendarmerie nationale ou l'UCFM sollicitent les régions zonales de gendarmerie pour assurer les missions dites « nationales » :
- missions outre-mer[A 12] ou en Corse, ainsi que les opérations extérieures (OPEX). Ainsi, dans le cadre de la Force internationale d'assistance et de sécurité, les gendarmes mobiles ont fourni des escadrons aux POMLT mises en place en Afghanistan entre 2001 et 2014 ;
- renfort de la zone de défense de Paris ;
- opérations de maintien de l'ordre dépassant les capacités d'une zone ;
- protection d'ambassades à l'étranger ;
- protection d'édifices sensibles ;
- participation aux dispositifs mis en place dans le cadre des plans gouvernementaux (Vigipirate, Sentinelle, etc.) ;
- certaines escortes sensibles (Banque de France, Commissariat à l'Énergie atomique, etc.) ;
- sécurité des zones d'affluence saisonnière.

Un certain nombre d'escadrons assument également en permanence - par roulement- une posture d’alerte en vue de déploiements non planifiés (alerte PUMA pour la métropole, alerte SERVAL pour l’outre-mer ou pour les OPEX, etc.).
Le groupement blindé de gendarmerie mobile (GBGM) de Versailles-Satory assure, en sus des missions traditionnelles de la gendarmerie mobile, des missions nationales comme l’emploi des blindés, la protection et la lutte NRBC (Nucléaire, Radiologique, Bactériologique et Chimique) ou d'autres missions spécialisées lors de services de maintien de l'ordre (voir missions du GBGM).
La cellule NRBC du GBGM peut être engagée de façon autonome ou en accompagnement des autres moyens NRBC de la gendarmerie (dont ceux propres aux escadrons du GBGM). De plus, cette cellule ajoute à sa mission opérationnelle un rôle de formation et de conseil au bénéfice de l’ensemble de la Gendarmerie.

## Organisation
L'organisation de la gendarmerie mobile en France est de type décentralisé. En effet, il n'existe pas au sein de la Direction générale de la Gendarmerie nationale (DGGN) de direction ou de sous-direction de la gendarmerie mobile mais une sous-direction fonctionnelle de la défense, de l'ordre public et de la protection. Les formations de gendarmerie mobile, quant à elles, sont placées sous l'autorité hiérarchique des commandants des sept régions de gendarmerie situés au siège de chacune des zones de défense et de sécurité, qui sont eux-mêmes directement subordonnés au directeur général de la gendarmerie nationale.

### Organisation administrative

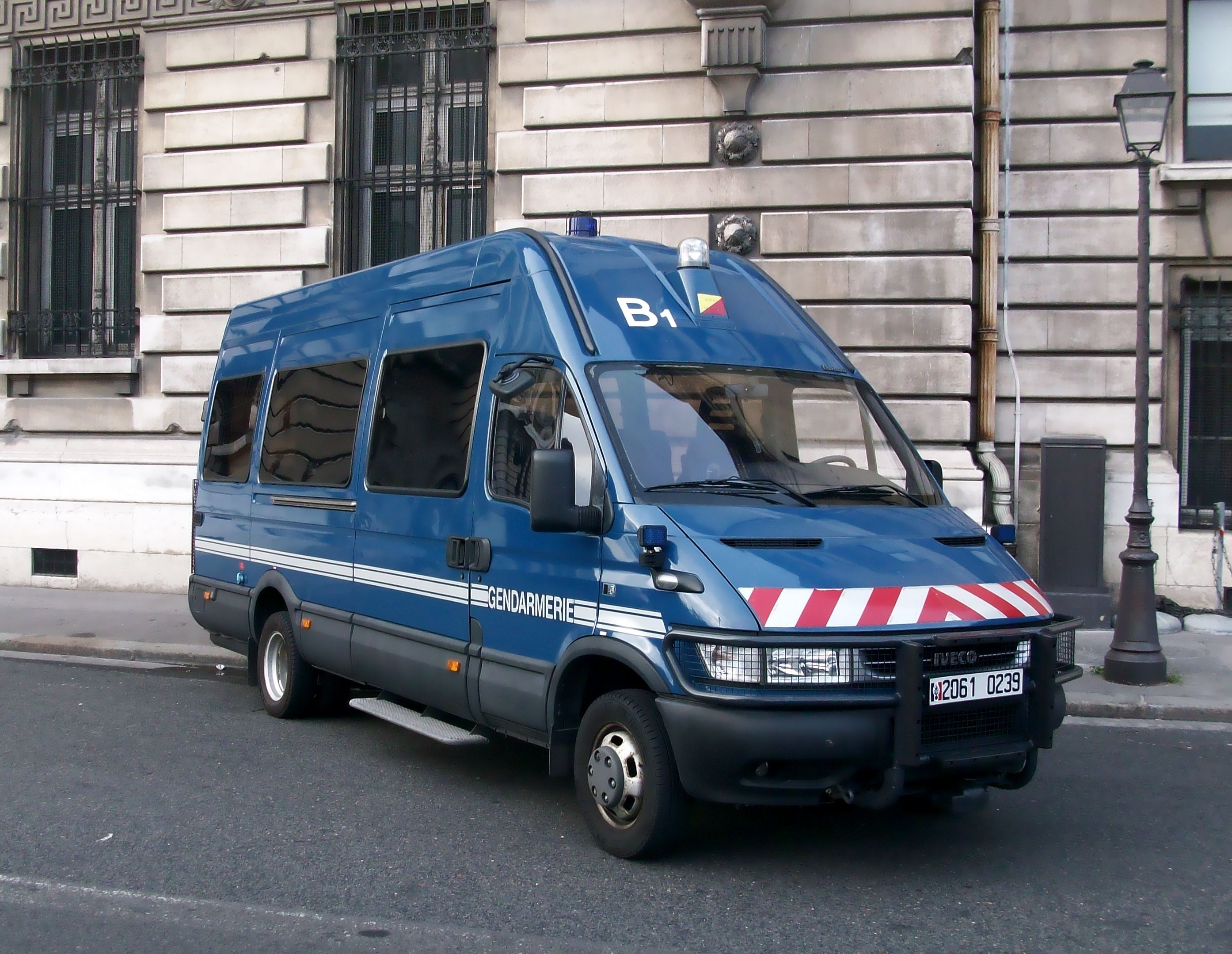
Fourgon IVECO Daily Irisbus VMO (Véhicule de maintien de l'ordre).

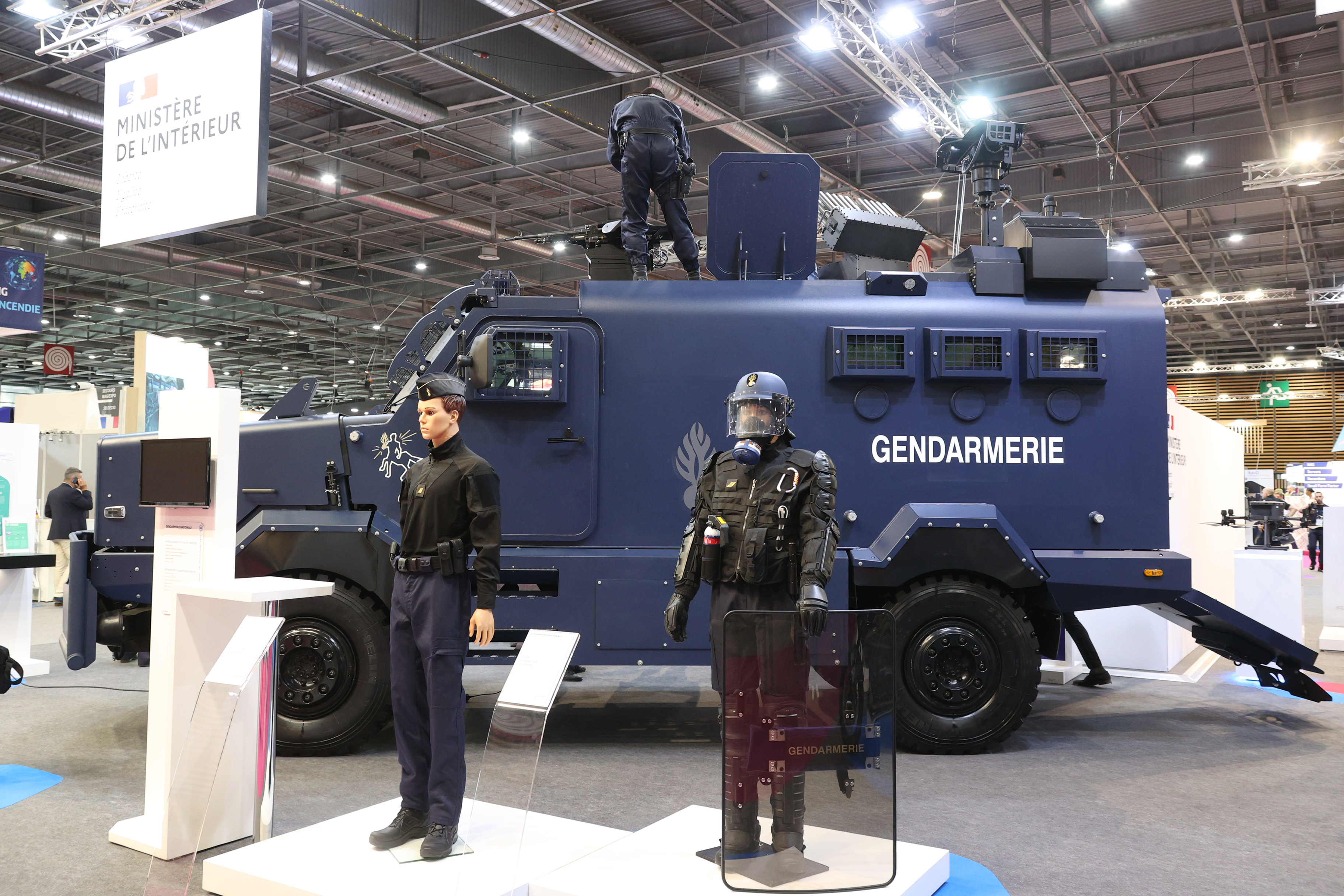
Véhicule d'intervention polyvalent de la gendarmerie (VIPG) Centaure.

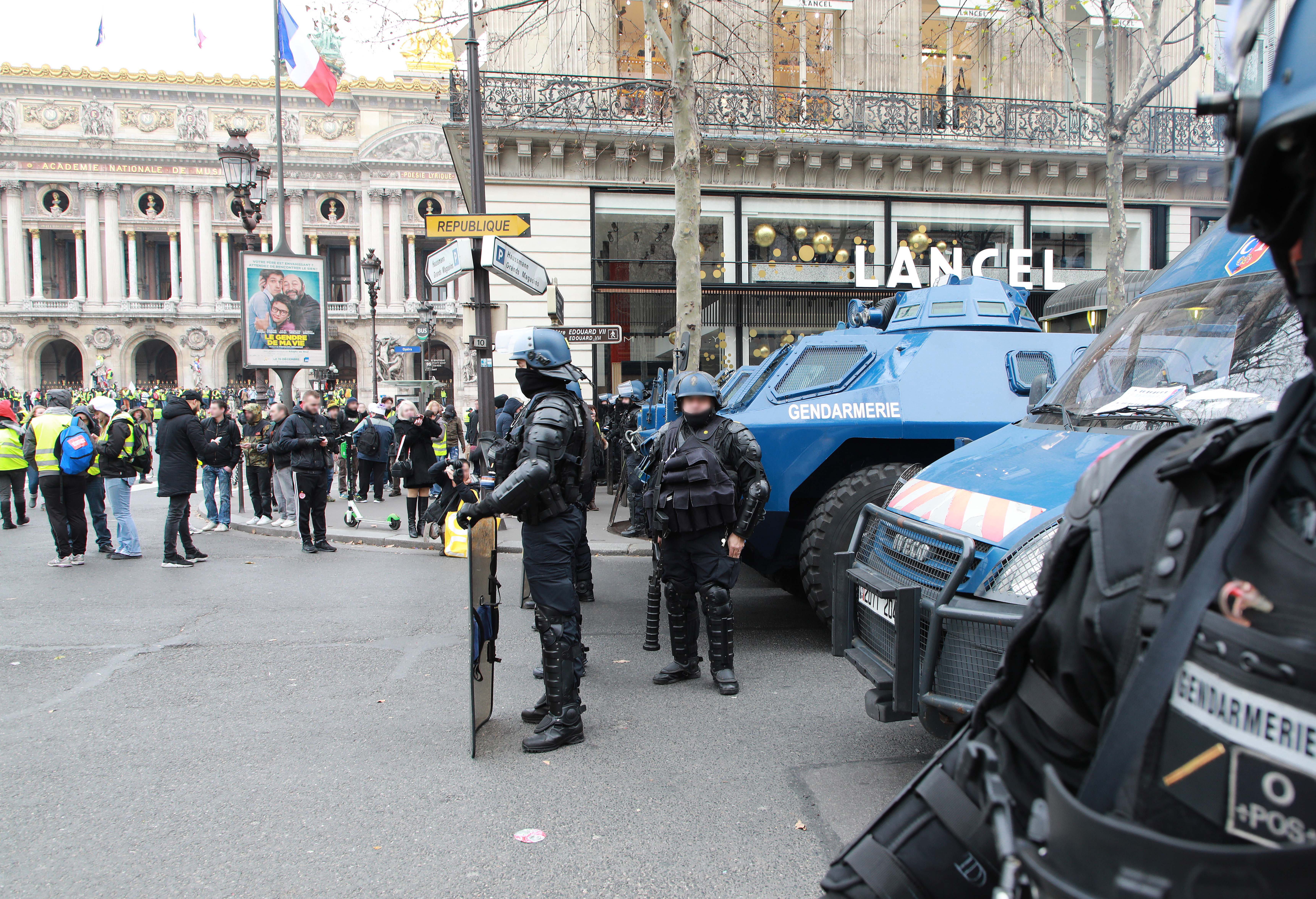
VBRG Place de l'Opéra. Paris 15 décembre 2018.

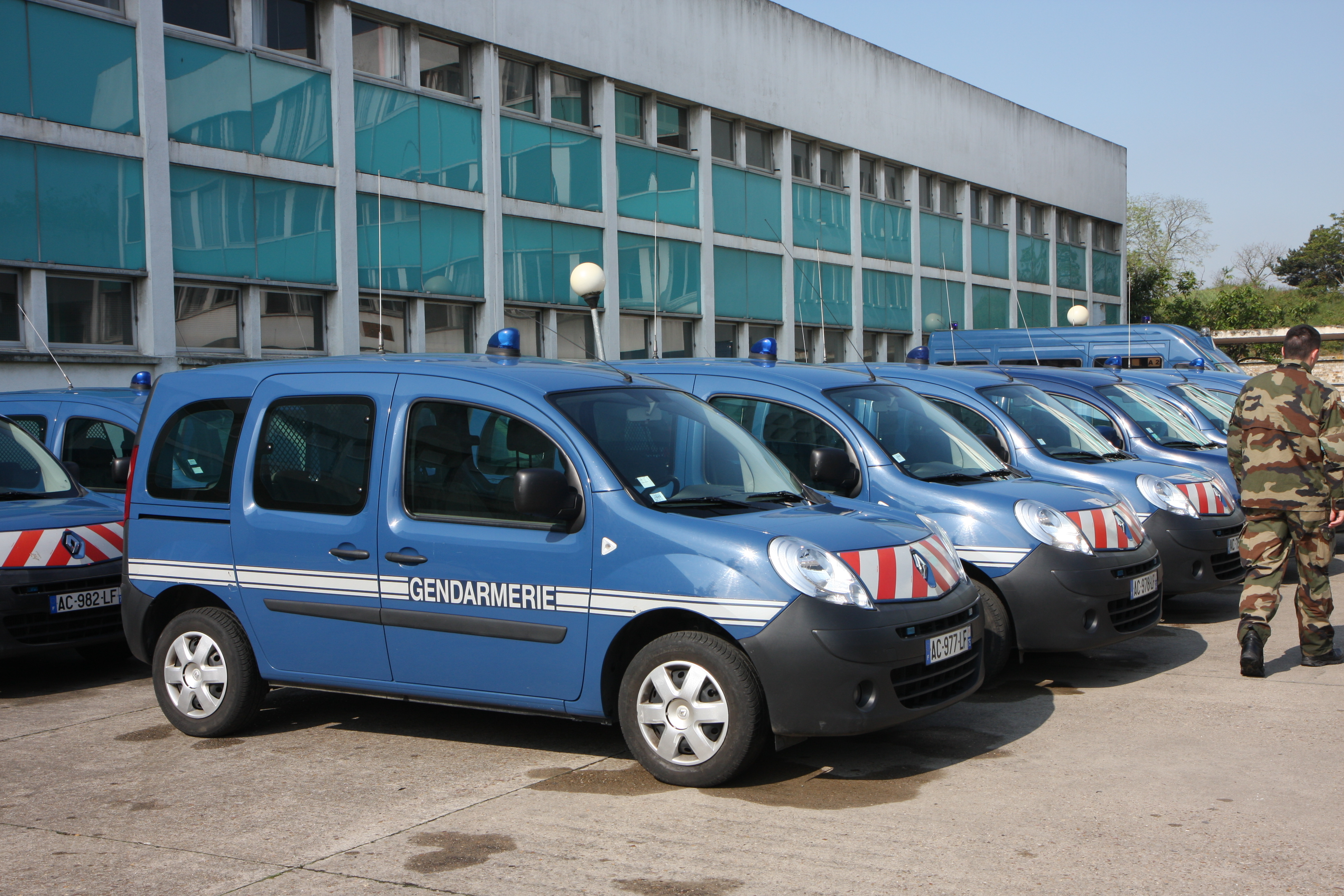
Véhicules utilisés pour les missions de sécurité publique.

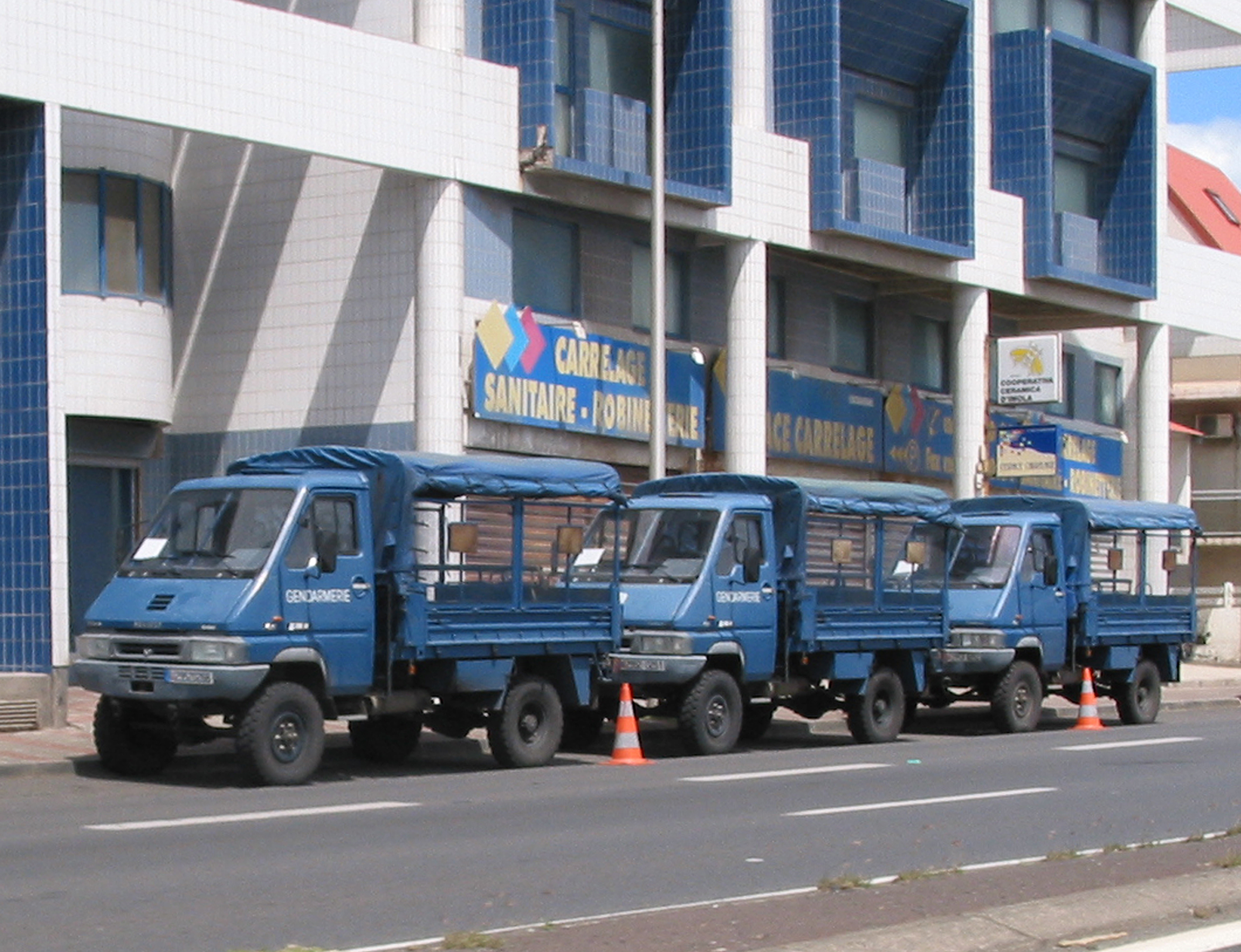
Véhicule de groupe en outre-mer.

La gendarmerie mobile est composée d'environ 13 000 personnels. Elle met en œuvre 116 escadrons de marche , ainsi que des unités spécialisées dans les missions de sécurité ou de soutien et la Musique de la gendarmerie mobile.
Les personnels du Groupe d'intervention de la gendarmerie nationale (GIGN) et des antennes du GIGN (AGIGN) implantées en métropole appartiennent également à la gendarmerie mobile.
L'unité de base est l'escadron. L'échelon supérieur est le groupement. Les groupements sont subordonnés aux généraux commandants les régions zonales dans lesquels ils sont implantés.

#### Escadron de gendarmerie mobile (EGM)
Commandé par un capitaine ou un chef d'escadron, un escadron de gendarmerie mobile (EGM) est composé d'environ 110 militaires regroupés en cinq pelotons :
- un peloton hors-rang (commandement, administration et logistique) ;
- quatre pelotons de marche dont un peloton d'intervention (PI)[A 17].

Il existe deux types d'escadrons de marche : les escadrons portés, les escadrons du groupement blindé de gendarmerie mobile de Satory et certains escadrons qui sont dotés du VIPG Centaure.
Quelques escadrons disposent d'un ou de deux pelotons supplémentaires affectés à des missions de sécurité/protection spécifiques ou à des escortes sensibles.
Certains escadrons implantés dans, ou à proximité, de zones montagneuses reçoivent également une qualification « montagne ».
Chaque escadron est identifié par un numéro ; exemples : escadron 15/3 à Vannes, escadron 15/6 à Nîmes ou escadron 25/6 à Digne-les-Bains.
- 1er chiffre = numéro du groupement de gendarmerie mobile d'appartenance, au sein de la région.
- 2e chiffre = numéro de l'escadron dans le groupement[A 22].
- 3e chiffre = numéro de la région zonale de gendarmerie (qui était également le numéro de la légion de gendarmerie mobile avant leur dissolution).

#### Groupement de gendarmerie mobile
Les escadrons sont répartis entre 18 groupements de gendarmerie mobile dont 1 groupement blindé de gendarmerie mobile à Versailles Satory. Un groupement comprend entre 4 et 11 escadrons. Selon la taille du groupement, il est placé sous le commandement d'un lieutenant-colonel, d'un colonel ou d'un général de brigade.
Le général commandant chacune des sept régions zonales de la Gendarmerie (qui correspondent aux zones de défense et de sécurité administratives) assure également le commandement de tous les groupements de gendarmerie mobile implantés dans sa zone.

### Organisation opérationnelle
L'unité opérationnelle de base est l'escadron, qui, en fonction du besoin, peut être employé au maintien de l'ordre à effectif plein (quatre pelotons) ou réduit (trois pelotons). Dans ses missions d'assistance à la gendarmerie départementale, l'escadron peut constituer des détachements de tailles diverses (peloton, détachement de surveillance et d'intervention ou DSI, etc.). Si la mission nécessite plus de ressources, la gendarmerie mobile s'appuie sur ses structures organiques permanentes (escadron, groupement) pour constituer des formations opérationnelles temporaires adaptées.

#### L'escadron
Sur le terrain, un escadron déploie usuellement un groupe de commandement et trois ou quatre pelotons de seize gendarmes. Un peloton, commandé en principe par un lieutenant ou un major — parfois même, mais plus rarement, par un capitaine — s'articule en deux groupes de taille égale.

#### Groupements tactiques et opérationnels: GTG et GOMO
Lorsque la situation nécessite l'emploi coordonné de plusieurs escadrons, ceux-ci sont regroupés pour former un Groupement Tactique (de) Gendarmerie ou GTG (2 à 5 escadrons) commandé par un commandant de groupement de gendarmerie mobile ou son second. Si le besoin en effectifs est supérieur, un Groupement opérationnel de maintien de l'ordre ou GOMO (plusieurs GTG ou plus de 5 escadrons) est créé, sous le commandement d'un officier désigné par la Direction générale (le plus souvent c'est un commandant de groupement) .

#### Dispositif d'intervention augmenté de gendarmerie (DIAG)
En cas de crise demandant une grande réactivité et l'emploi de moyens particuliers (recherche d'individus dangereux, violences urbaines, rétablissement de l'ordre de haute intensité, etc.) la gendarmerie mobile crée un Dispositif d'intervention augmenté de gendarmerie ou DIAG sous le commandement d'un GTG (commandant de groupement). Le DIAG est constitué d'au moins un escadron complété par les moyens supplémentaires nécessaires à la résolution de la crise : autre(s) escadron(s), unités d'intervention spécialisée, capacité blindée, capacité héliportées, drones, etc.

## Armement et équipement

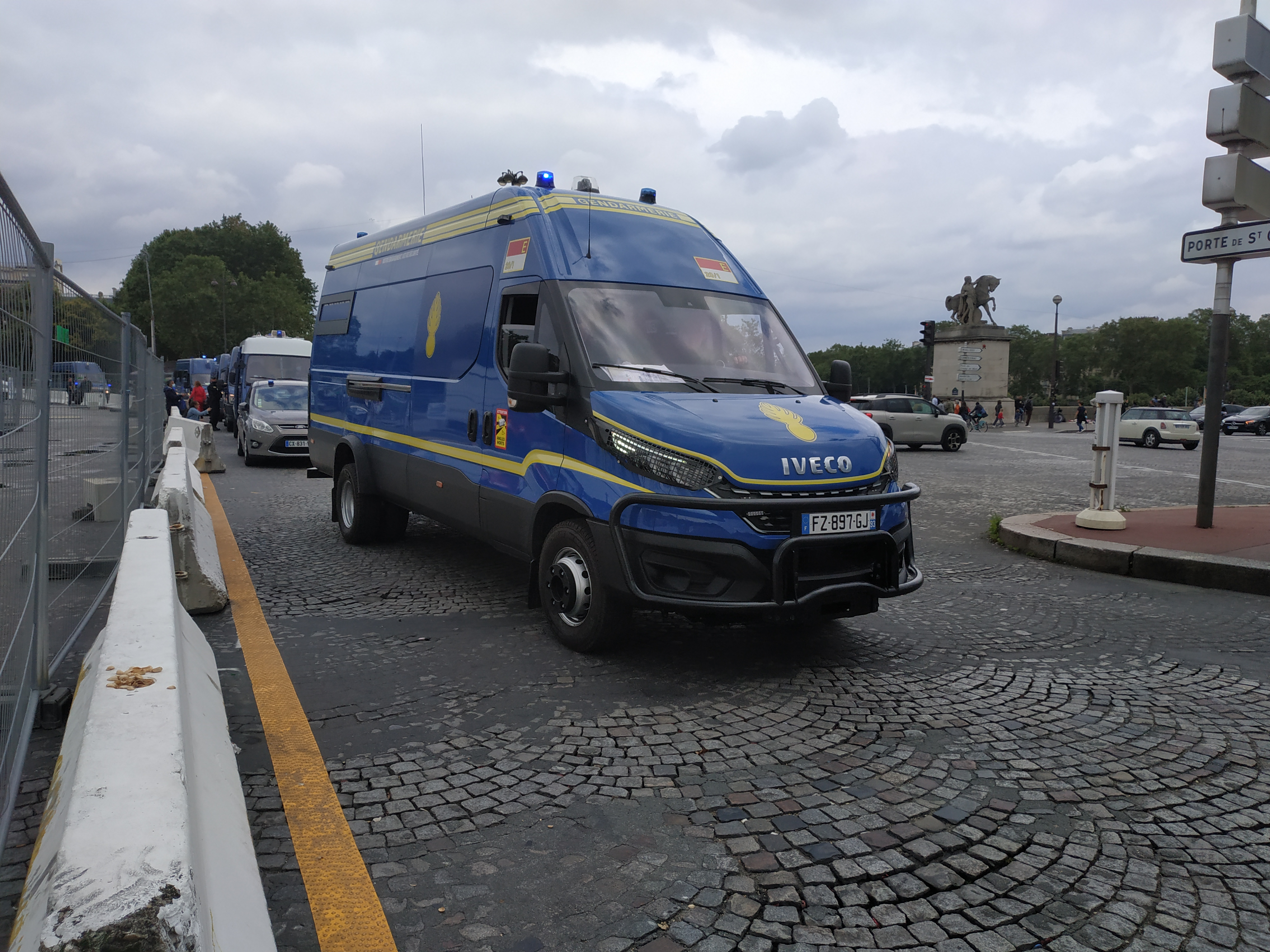
Nouvel Iveco Daily de commandement de la gendarmerie mobile.

Force de police à statut militaire, la gendarmerie mobile est dotée d'armements reflétant ces deux identités, adaptés à ses différentes missions :
- équipements de protection individuelles : casques (pour permettre de les identifier rapidement, les casques des gendarmes sont entièrement bleus[11] contrairement à ceux des autres unités comme les CRS), gilets pare-balles, protections pour les bras et les jambes, gants, bouclier anti-émeute et bâtons de défense ;
- armement individuel ou collectif : pistolet Sig-Sauer SP 2022, fusil d'assaut FAMAS, HK G36, pistolet-mitrailleur HK MP5 et HK UMP 9, fusil à pompe BPS-SGF (Browning Pump Shootgun Spécial Gendarmerie Française) et fusil-mitrailleur AANF1 ;
- armement et équipement spécialisés pour le maintien de l'ordre : grenades lacrymogènes, grenades à main de désencerclement, grenades à effet de souffle et effet lacrymogène (appelées grenades lacrymogènes instantanées ou GLI), lancées à la main ou à l'aide de lanceurs spécialisés (lanceur de grenades 56 mm Lacroix-Alsetex de type Cougar), lanceur de balle de défense 40 mm (LBD-40) ;
- d'autres armements dont l'emploi n'est pas — ou plus — autorisé au maintien de l'ordre sont plus particulièrement réservés à certaines missions de police ou militaires : pistolets à impulsion électrique (taser), grenades à effet de souffle OF F1 (grenades offensives)[A 24] ;
- équipements spécialisés de protection et de lutte contre les risques NRBC, notamment au groupement blindé de gendarmerie mobile.

### Véhicules

Véhicules de la gendarmerie mobile
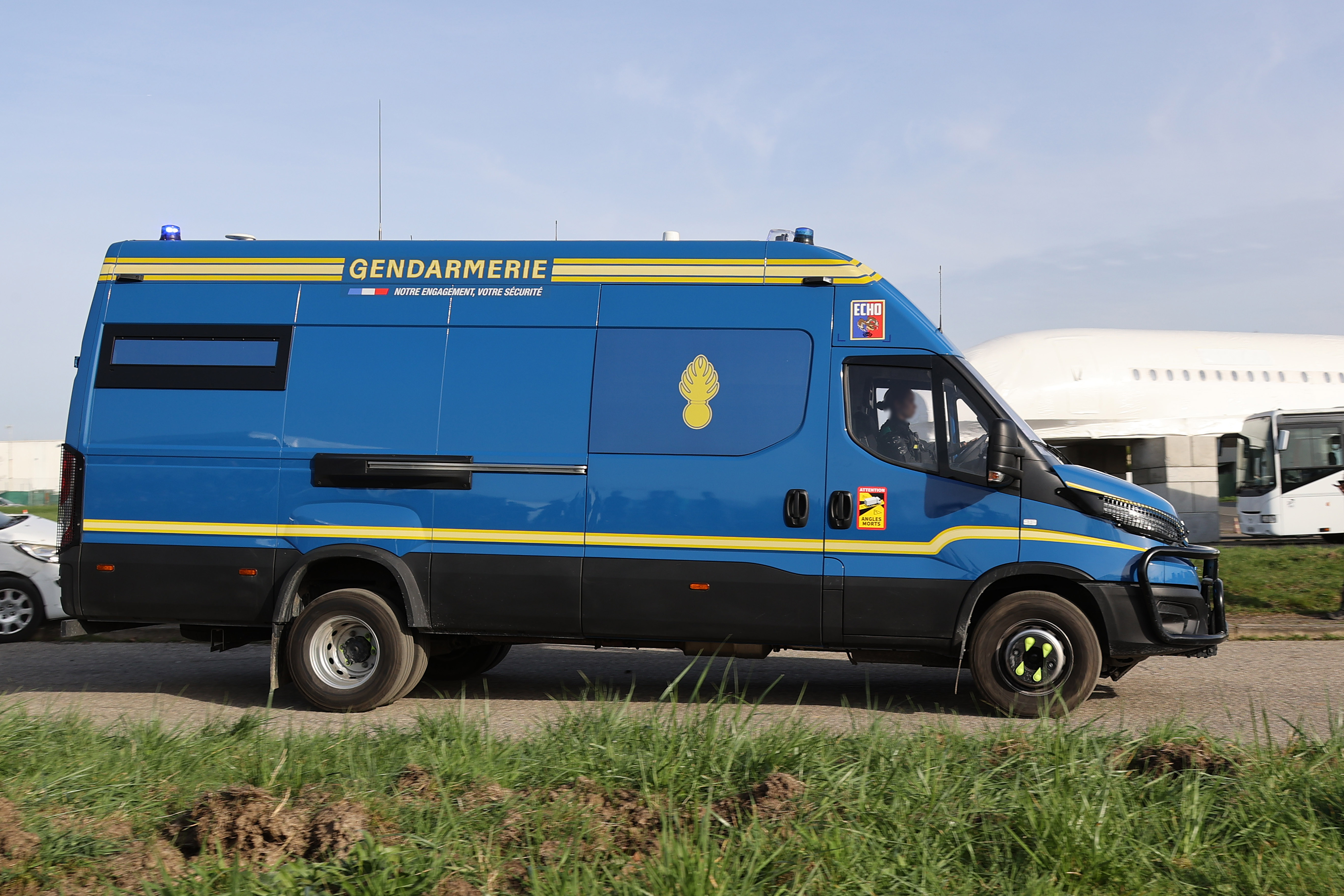
Véhicule de commandement et de transmissions (VCT) - mars 2024.
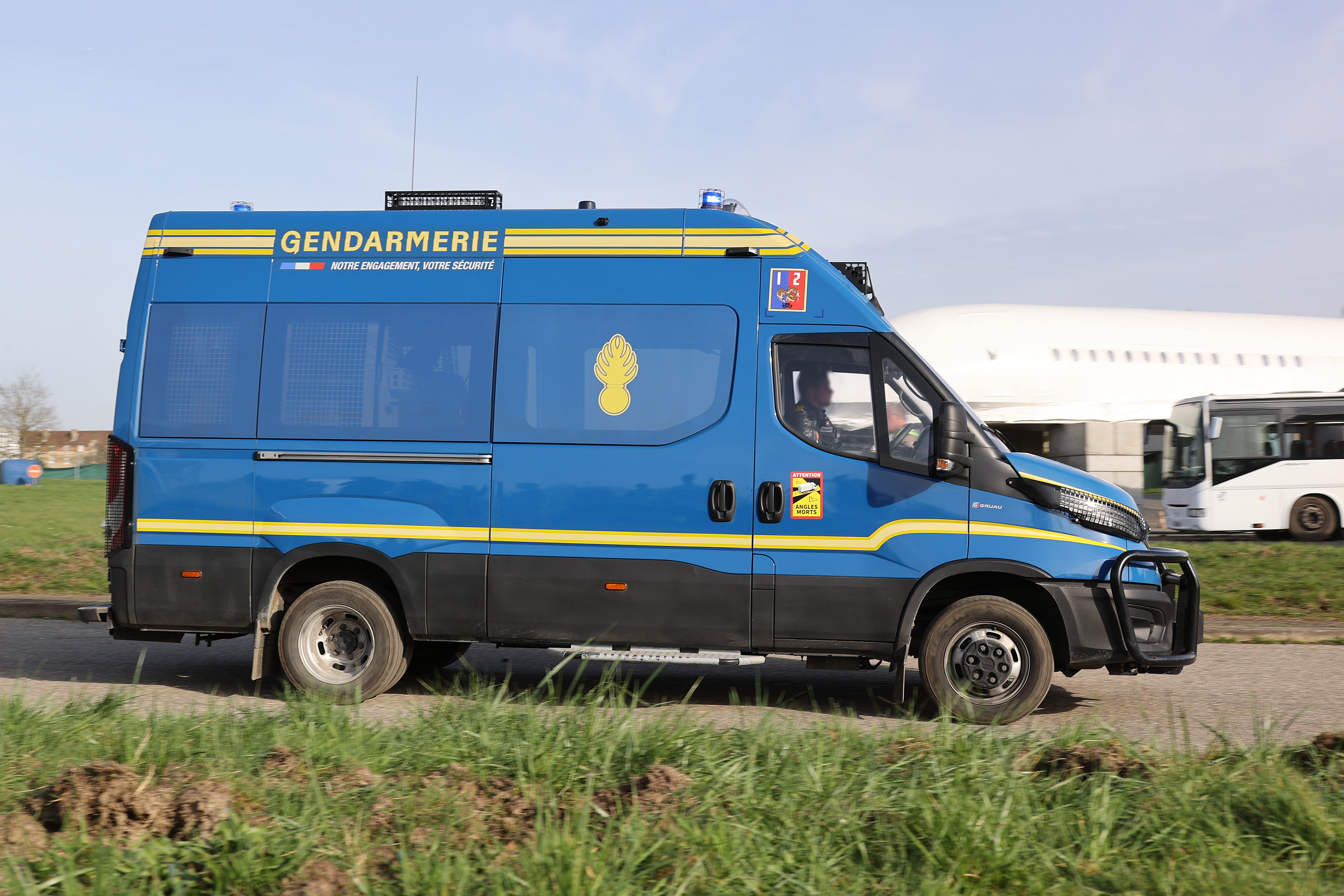
Véhicule de mobilité d'équipe (VME) d'un peloton d'intervention - mars 2024.
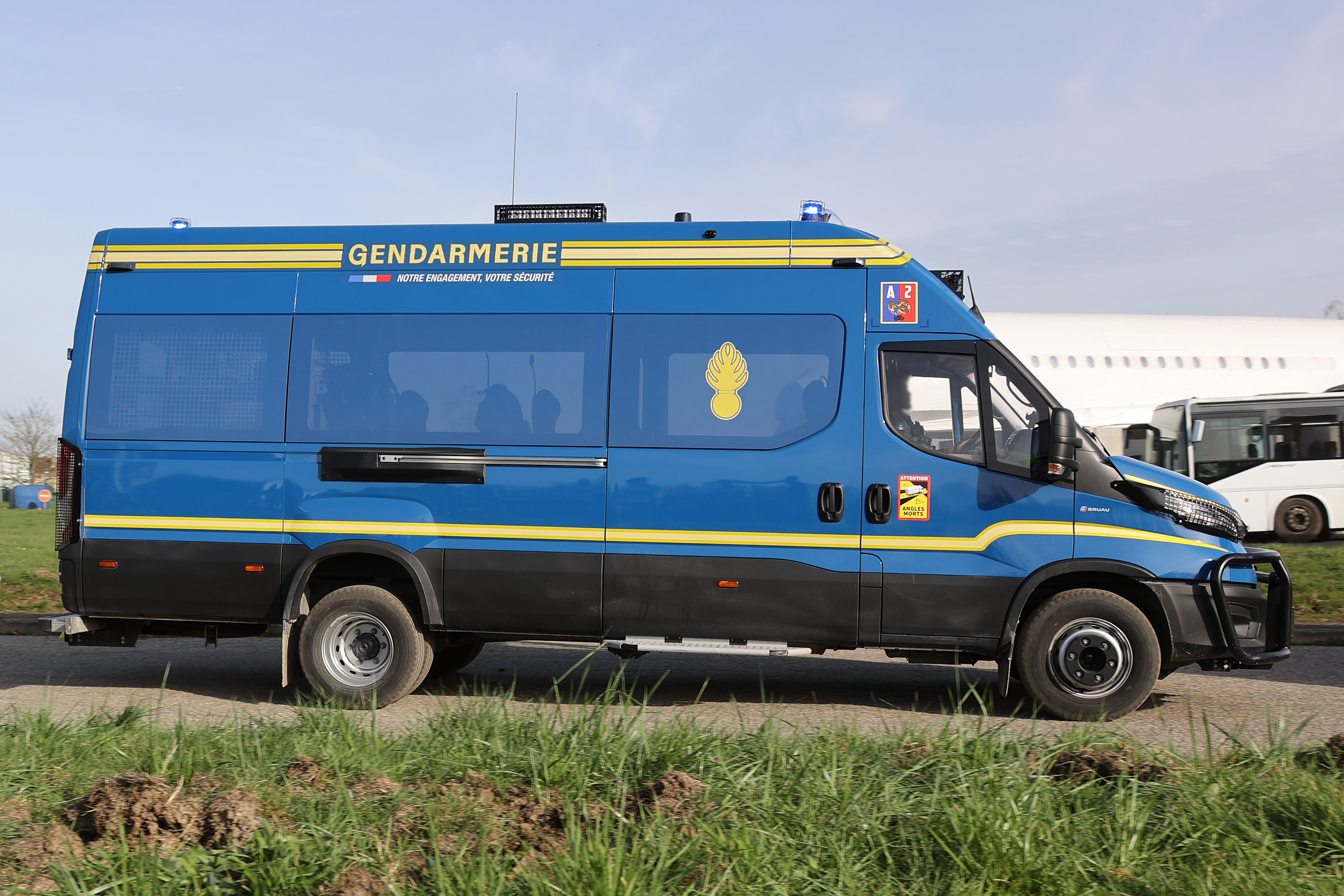
Véhicule de mobilité de groupe (VMG) - mars 2024.
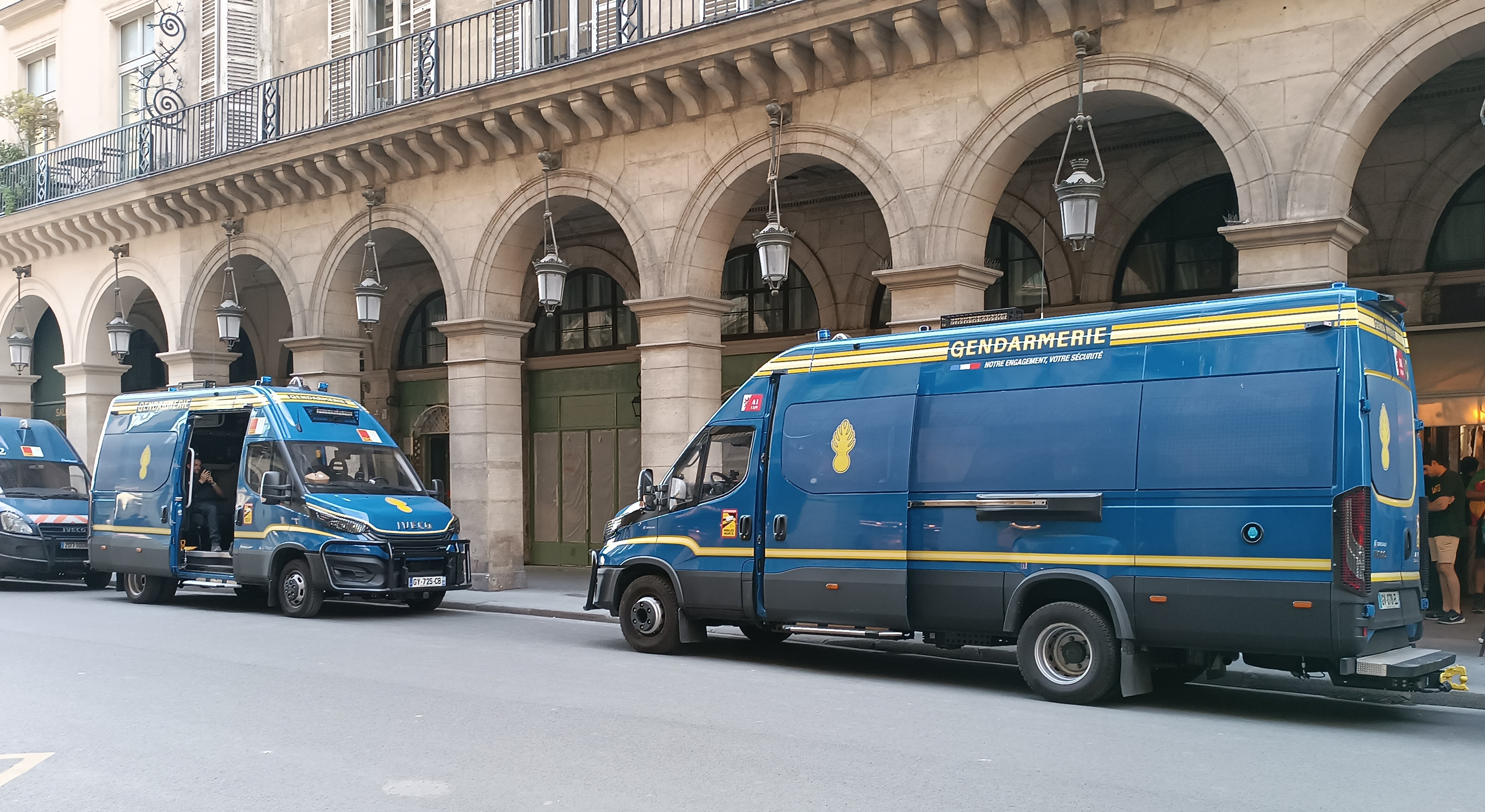
VME et VMG face à face, durant les JO de Paris 2024.

La gendarmerie mobile emploie des véhicules variés, d'origine militaire ou civile.
Les escadrons se déplacent dans des véhicules de transport de groupe de gendarmerie mobile (VTGGM), de type Irisbus Daily à raison de deux véhicules par peloton. Ces véhicules, qui ont été livrés entre 2005 et 2007, sont en cours de remplacement par deux véhicules de mobilité de groupe (VMG) pour chaque peloton de marche et trois véhicules de mobilité d'équipe (VME) pour le peloton d'intervention. Lors des missions en outre-mer, les gendarmes mobiles utilisent des véhicules de groupe tous chemins de type Renault B110 4x4 ou Renault TRM 2000, ou des fourgons Irisbus.
Pour les transmissions, elle emploie des véhicules de commandement et de transmissions (VCT), basés sur des Renault B110. Ils sont en cours de remplacement par des Iveco Daily. L'intégralité des nouveaux véhicules (VCT, VME et VMG) adopte une nouvelle sérigraphie. La gendarmerie mobile emploie également des véhicules d'allègement de type Renault Premium pour le transport de matériel et la logistique.
Lors de certaines opérations particulières, la gendarmerie mobile utilise des moyens spéciaux, parfois disponibles dans les régions, comme des quads, des Toyota Land Cruiser blindé, des Renault Master « OEIL » équipés de caméras et de capteurs,, ou encore de TRM 2000, équipés d'un dispositif de retenue autonome du public (DRAP). Elle peut également employer, lors d'événements le nécessitant, des ballons-captifs de location ou des drones.
Le Groupement blindé de gendarmerie mobile et certains escadrons basés en Province disposent également de blindés VIPG Centaure. Elle utilise également des VAB, donnés par l'Armée de terre.

Véhicules de la Gendarmerie Mobile
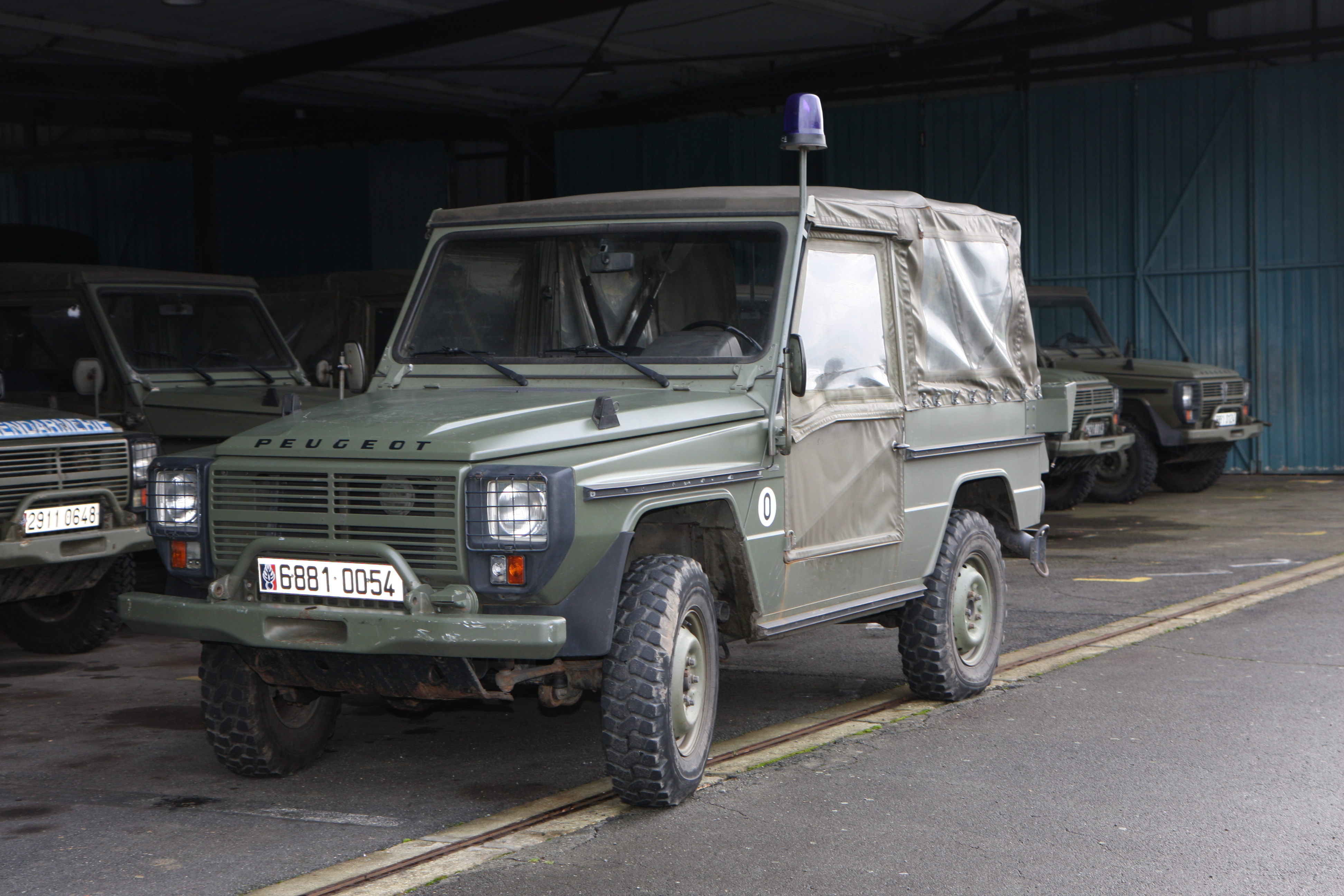
Peugeot P4
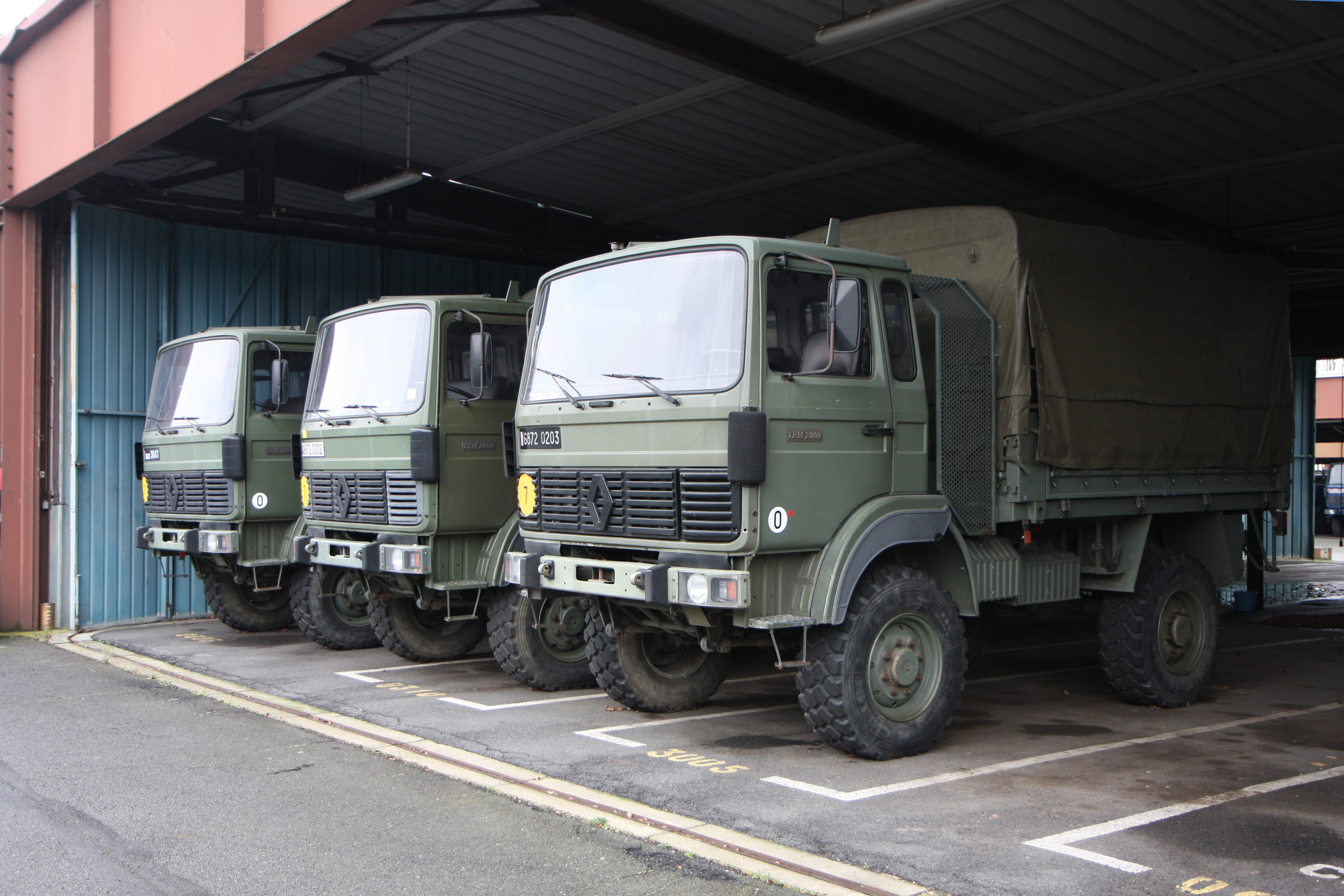
TRM-2000
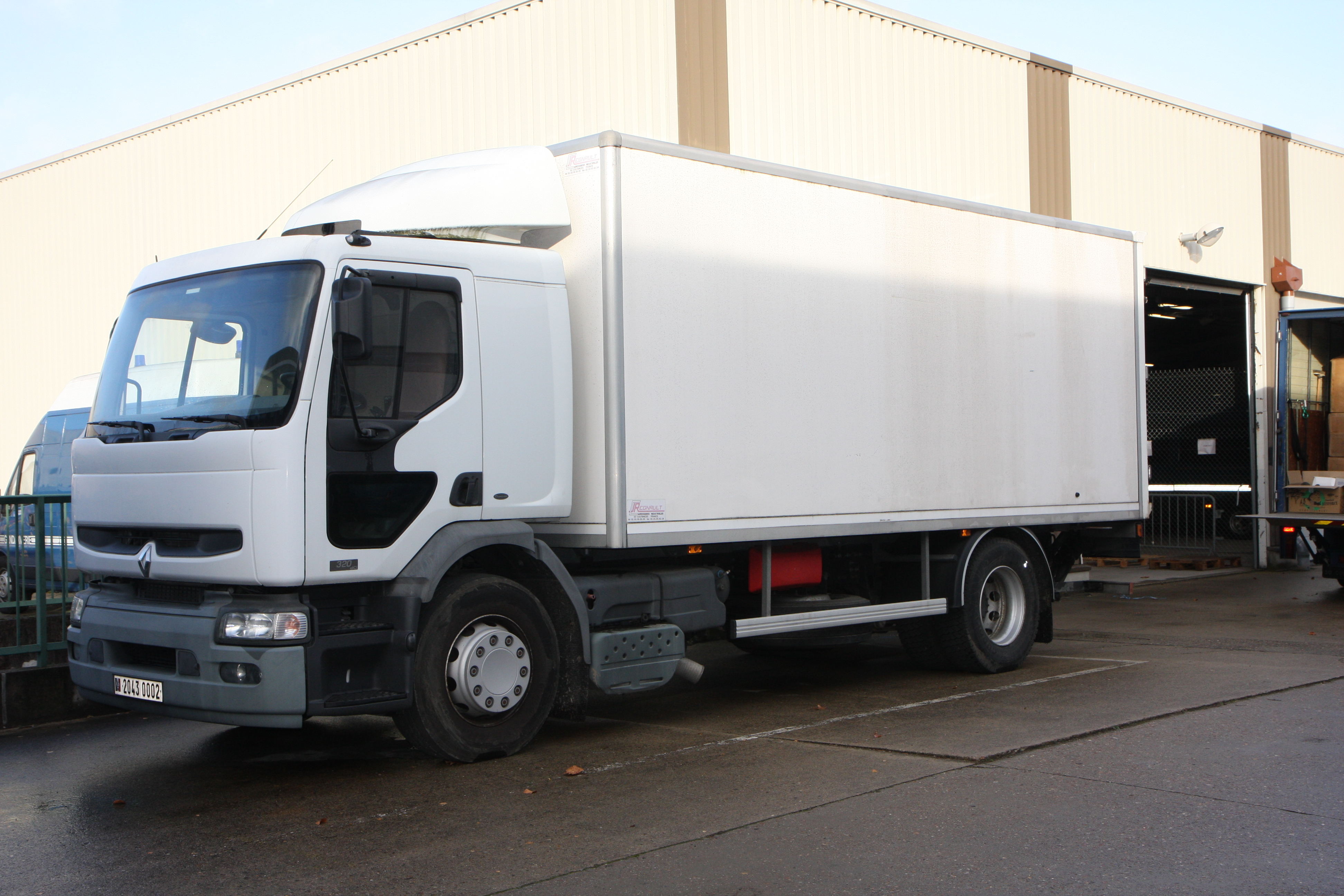
Véhicule d'allègement Renault Premium.

## Moyens, entraînement et conditions d'engagement au maintien de l'ordre

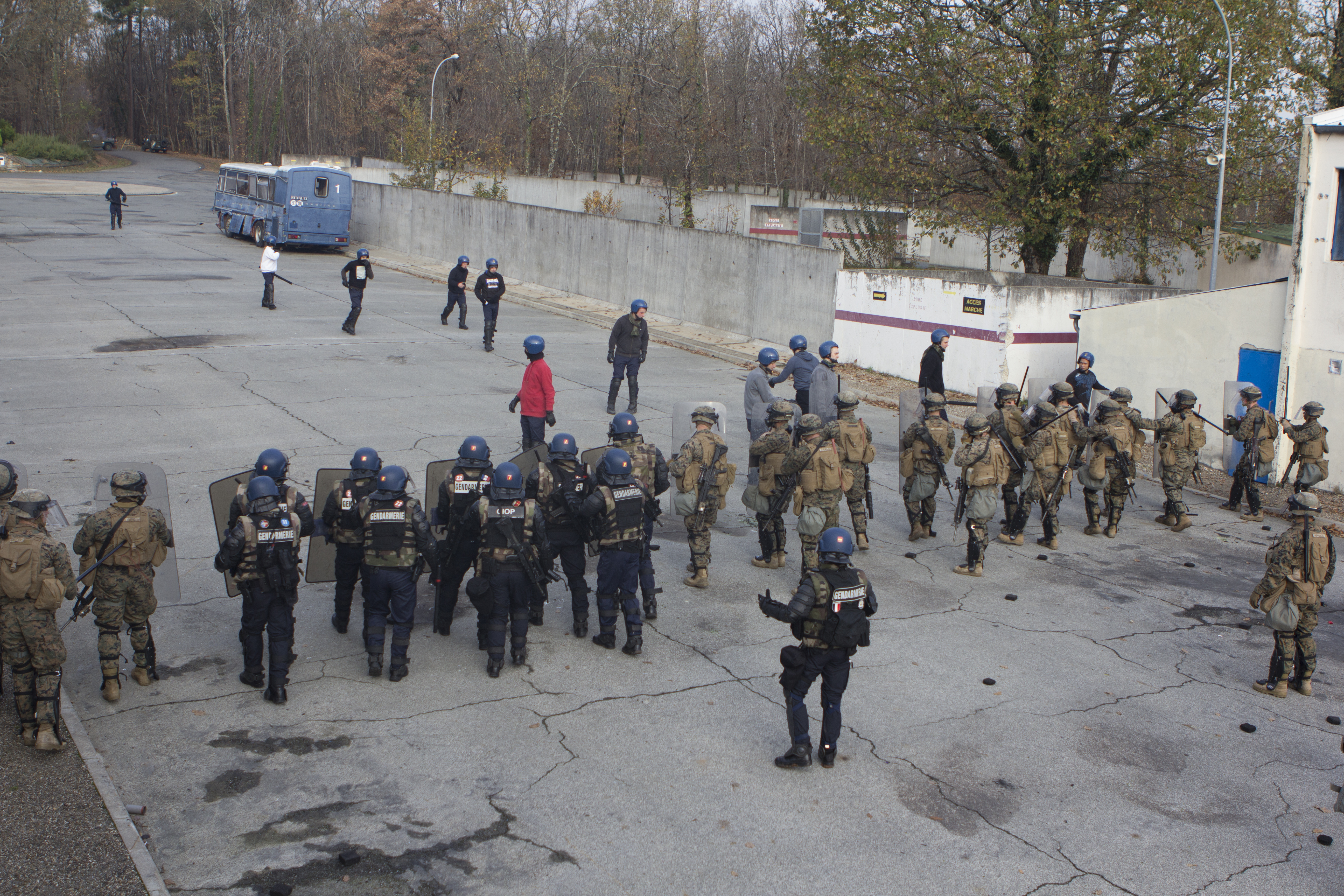
Exercice avec des Marines américains à Saint-Astier en décembre 2014.

Pour le maintien de l'ordre, lorsque le dialogue ou la dissuasion ne suffisent plus, les moyens employés par la gendarmerie mobile relèvent de deux catégories, :
- l'usage de la force seulement : barrage[A 26], charge, bond offensif et lancer de grenades lacrymogènes à main ;
- l'usage des armes à feu[A 27] : grenades lacrymogènes lancées par des dispositifs spéciaux (COUGAR), grenades à main de désencerclement (GMD), balles de défense (projectiles non-métalliques déformables), grenades à effet de souffle (dites grenades lacrymogènes instantanées ou GLI) lancées à la main ou par lance grenades et, en dernier recours en tir de riposte, fusil de précision[21].

C'est à Saint-Astier au Centre national d'entraînement des forces de gendarmerie (CNEFG) que les unités de la gendarmerie mobile s'entraînent et se perfectionnent aux techniques du maintien de l'ordre. La gendarmerie dispose également du camp de Frileuse à Beynes (Yvelines), qui est notamment utilisé par le GIGN.
Avant le rattachement de la gendarmerie au Ministère de l'Intérieur en 2009, l'emploi de la gendarmerie mobile au maintien de l'ordre nécessitait une réquisition. Depuis cette date, l'autorité administrative utilise la même procédure de mise à disposition que celle employée pour la police et notamment pour les CRS.

Maintien et rétablissement de l'ordre
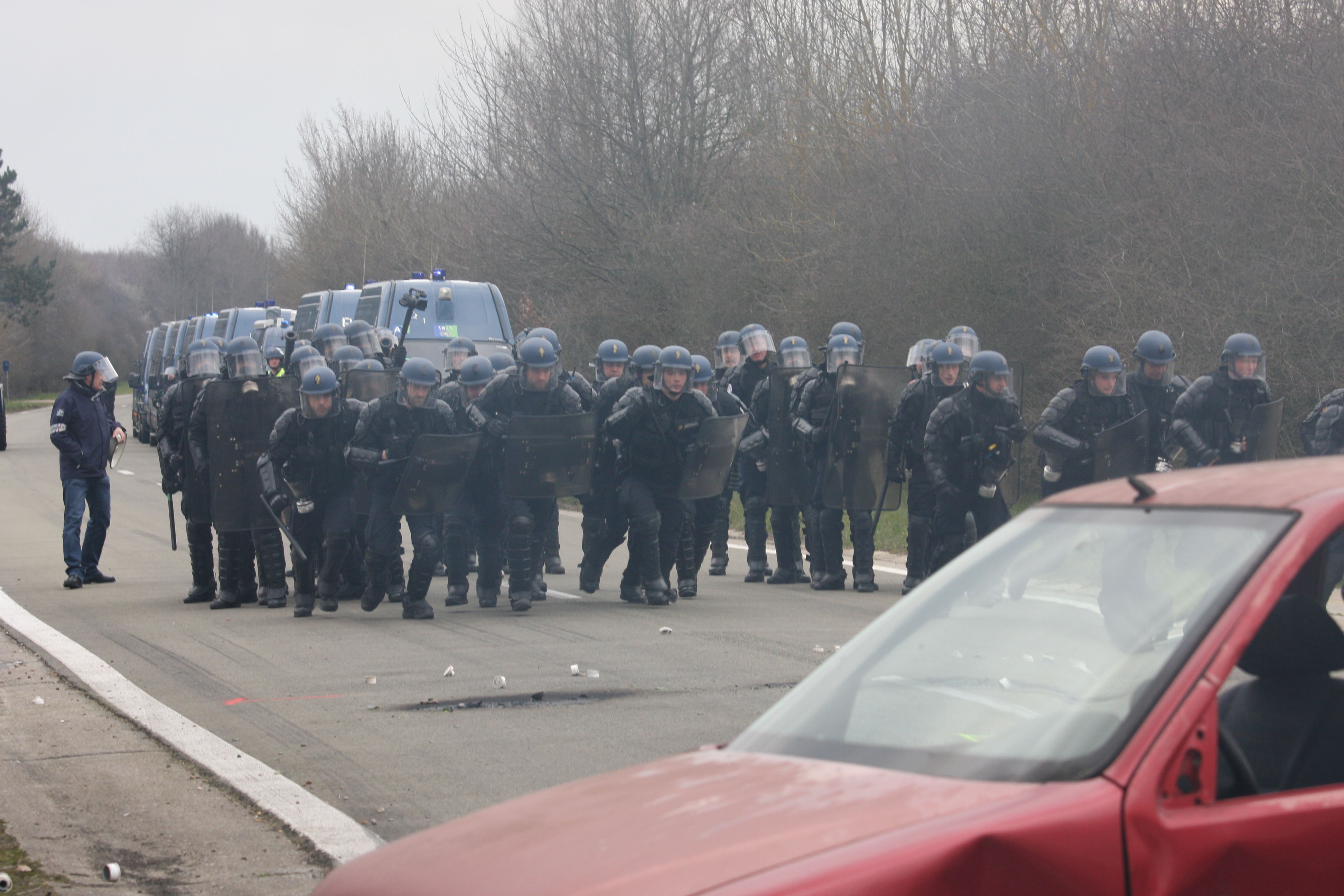
Peloton d'intervention : exercice de maintien de l'ordre.
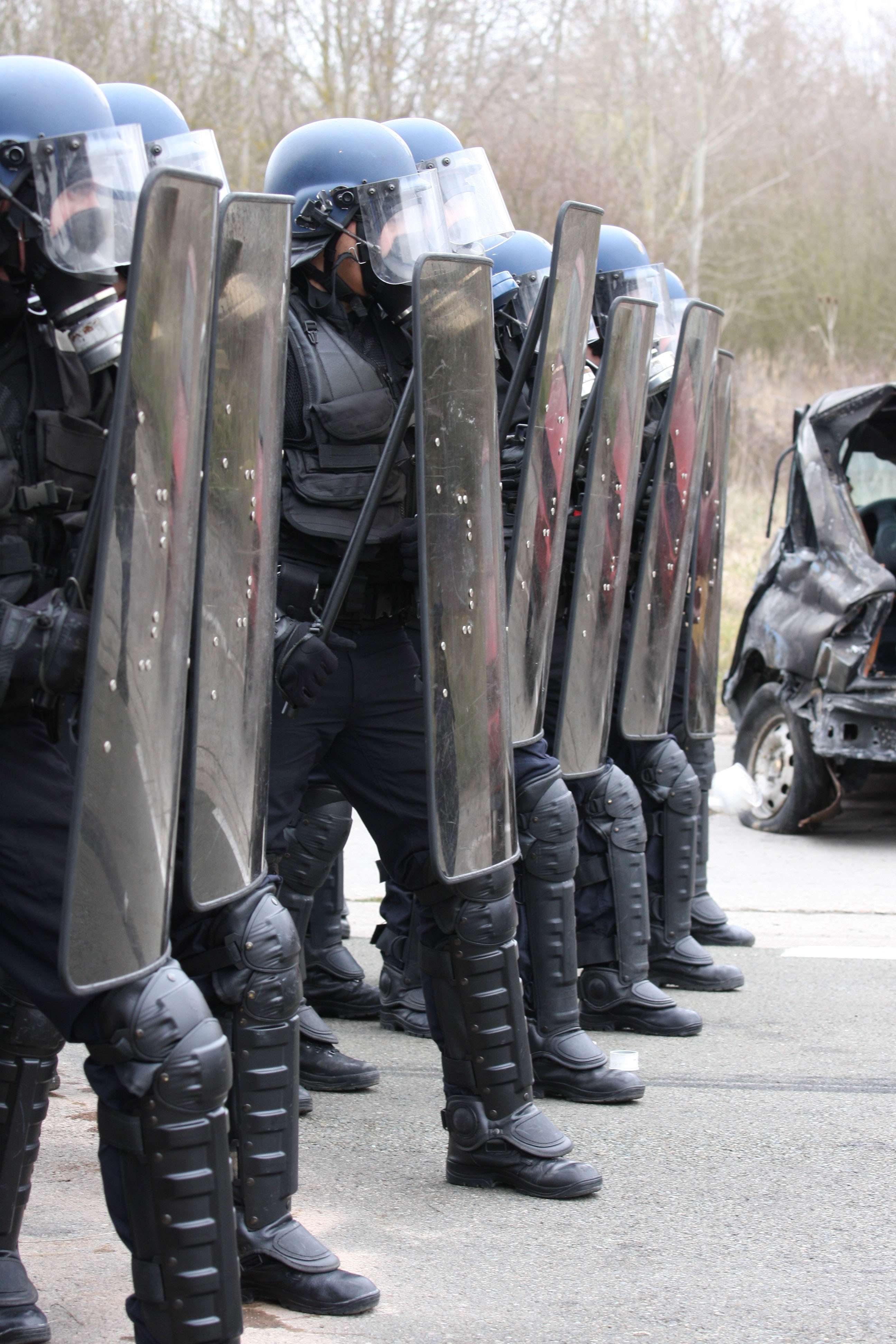
Maintien de l'ordre.
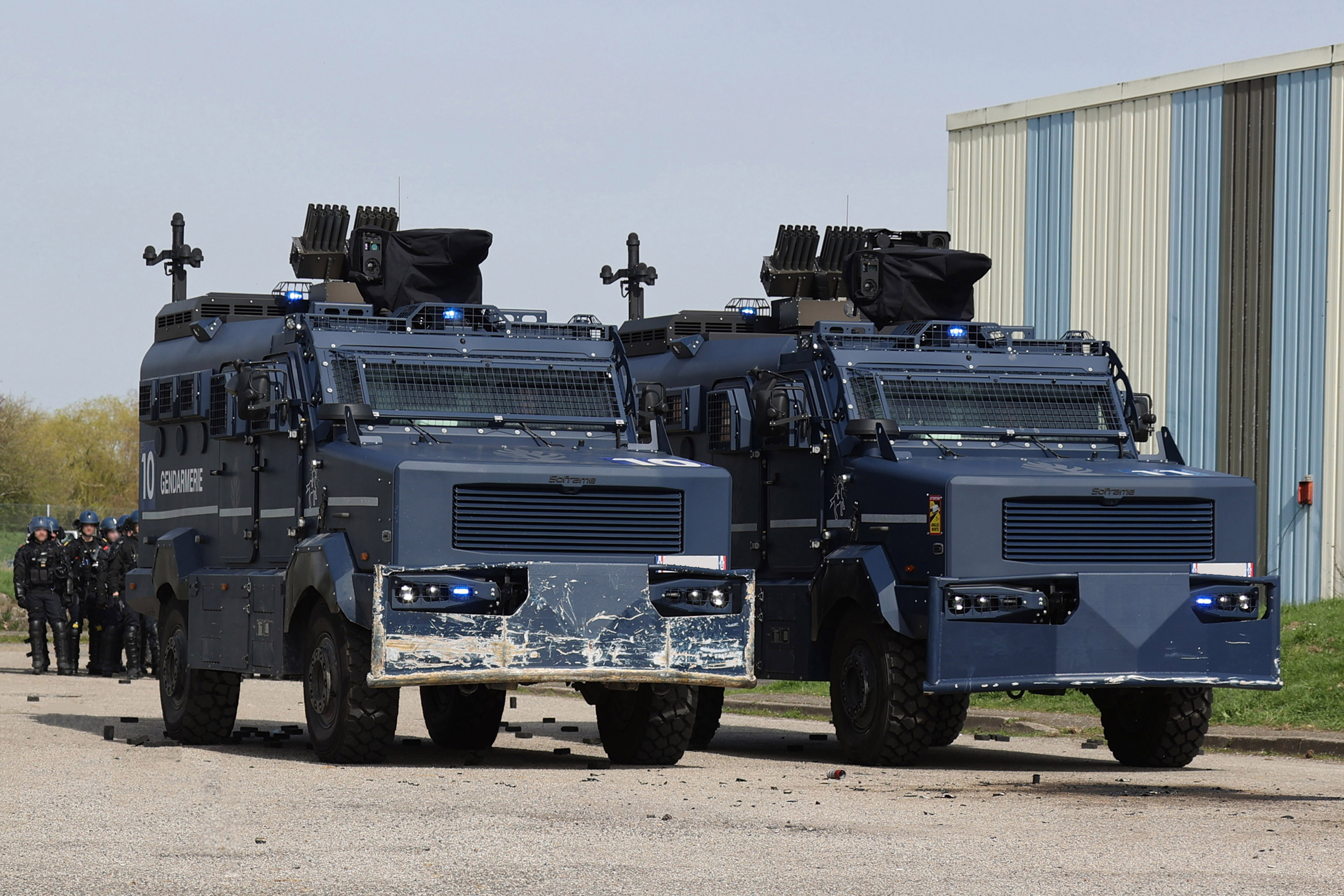
VIPG de la gendarmerie mobile lors d'une présentation